# Lista serii wydawanych w Shūkan Shōnen Jump
Poniżej znajduje się lista serii, które zostały wydane przez wydawnictwo Shūeisha w magazynie Shūkan Shōnen Jump. Lista została podzielona na poszczególne dziesięciolecia, w tabeli znajdują się daty premiery, autorzy serii oraz ewentualnie daty zakończenia, jeśli seria została zakończona.

## 1960

### 1968-1969
| Lp.                     | Nazwa serii                                     | Autor                                  | Premiera | Zakończenie serii |
| ----------------------- | ----------------------------------------------- | -------------------------------------- | -------- | ----------------- |
| Serie rozpoczęte w 1968 |                                                 |                                        |          |                   |
| 1                       | Kujira Daigo (くじら大悟)                       | Sachio Uemoto                          | #1 1968  | #11 1968          |
| 2                       | Chichi no Tamashī (父の魂)                      | Hiroshi Kaizuka                        | #1 1968  | 1971              |
| 3                       | Harenchi Gakuen (ハレンチ学園)                  | Go Nagai                               | #1 1968  | 1972              |
| 4                       | Ore wa Kamikaze (おれはカミカゼ)                | Toshio Shōji                           | #4 1968  | 1969              |
| 5                       | Manga Konto 55-go (漫画コント55号)              | Naoya Kusumoto                         | #8 1968  | 1969              |
| 6                       | Otoko no Jōken (男の条件)                       | Ikki Kajiwara / Noboru Kawasaki        | #10 1968 | 1969              |
| 7                       | Otoko Ippiki Gaki-Taishō (男一匹ガキ大将)       | Hiroshi Motomiya                       | #11 1968 | 1973              |
| Serie rozpoczęte w 1969 |                                                 |                                        |          |                   |
| 8                       | Bakuhatsu Yarō (爆発野郎)                       | Sachio Uemoto                          | 1969     | -                 |
| 9                       | Kurohige Tanteichō (黒ひげ探偵長)               | George Akiyama                         | 1969     | -                 |
| 10                      | Kick-ō Sawamura Senpū (キック王沢村旋風)        | Tetsuo Sudō/Kenji Abe                  | 1969     | -                 |
| 11                      | Kōsoku Espa (光速エスパー)                      | Leiji Matsumoto (jako Akira Matsumoto) | 1969     | 1970              |
| 12                      | Kurenai Sanshirō (紅三四郎)                     | Tatsuo Yoshida                         | 1969     | -                 |
| 13                      | Twilight Zone (トワイライト・ゾーン)            | Kōtarō Komuro                          | 1969     | -                 |
| 14                      | Kakumeiji Gebara (革命児ゲバラ)                 | Shintarō Miyawagi                      | 1969     | -                 |
| 15                      | Harō! Jurī (ハロー!ジュリー)                    | Satoshi Ikezawa                        | 1969     | 1970              |
| 16                      | Chōsensha Kēn (挑戦者ケーン)                    | Sachio Uemoto                          | 1969     | -                 |
| 17                      | Katsu Made Nakuna! (勝つまで泣くな!)            | Toshio Shōji                           | 1969     | -                 |
| 18                      | Moero! Guzumu (燃えろ!グズ六)                   | Keiji Nakazawa                         | 1969     | -                 |
| 19                      | Muhōmatsu no Isshō (無法松の一生)               | Hiroshi Asuna                          | 1969     | -                 |
| 20                      | Dōdō Yarō (どうどう野郎)                        | Noboru Kawasaki                        | 1969     | 1970              |
| 21                      | Delorinman (デロリンマン)                       | George Akiyama                         | 1969     | 1970              |
| 22                      | Mosa (モサ)                                     | Tetsuya Chiba                          | 1969     | 1970              |
| 23                      | Akatsuka Gag Shōtaiseki (赤塚ギャグ招待席)      | Fujio Akatsuka                         | 1969     | 1970              |
| 24                      | Ore to Omae to Aitsu (おれとおまえとあいつ)     | Makoto Ippongi                         | 1969     | 1970              |
| 25                      | Arakkure! (荒っくれ!)                           | Sachio Uemoto                          | 1969     | 1970              |
| 26                      | Otoko Nara Shōri no Uta wo! (男なら勝利の歌を!) | Keiji Nakazawa                         | 1969     | 1970              |
| 27                      | Hora Fugi Ichidai (ほらふき一代)                | Kenji Morita                           | 1969     | 1970              |

## 1970

### 1970-1974
| Lp.                     | Nazwa serii | Autor                                            | Premiera | Zakończenie serii |
| ----------------------- | --- | ------------------------------------------------ | -------- | ----------------- |
| Serie rozpoczęte w 1970 | |                                                  |          |                   |
| 1                       | Animal Kyūjō (アニマル球場)                                                                                        | Haruna Mayuzuki                                  | 1970     | 1970              |
| 2                       | Nusutto (ヌスット)                                                                                                 | Bancho Kano                                      | 1970     | 1970              |
| 3                       | Kasane (かさね) | Ryōichi Ikegami                                  | 1970     | 1970              |
| 4                       | Siberia no Kiba (シベリアの牙)                                                                                     | Kōichi Ikenai                                    | 1970     | 1970              |
| 5                       | Ore wa Kebatetsu! (おれはケバ鉄!)                                                                                  | Fujio Akatsuka                                   | 1970     | 1970              |
| 6                       | Totsugeki Ramen (突撃ラーメン)                                                                                     | Michiya Mochizuki                                | 1970     | 1970              |
| 7                       | Worst (ワースト)                                                                                                   | Kōtarō Komuro                                    | 1970     | 1971              |
| 8                       | Arashi! San-piki (あらし!三匹)                                                                                     | Satoshi Ikezawa                                  | 1970     | 1973              |
| 9                       | Sennen Ōkoku (千年王国)                                                                                            | Shigeru Mizuki                                   | 1970     | 1970              |
| 10                      | Namida no Gyakuten Homer (涙の逆転ホーマー)                                                                        | Haruna Mayuzuki                                  | 1970     | 1970              |
| 11                      | Geppare! Ōta-Tōshu (ケッパレ!太田投手)                                                                             | Shinobu Natsuki/Shinji Mizushima/Kokichi Ikazaki | 1970     | 1970              |
| 12                      | 1970 Tagiri (1970たぎり)                                                                                           | Kae Sawaki/Kenji Nanba                           | 1970     | 1970              |
| 13                      | Issho Nikatsu Ippai (人生二勝一敗)                                                                                 | Ikki Kajiwara/Ikeo Ikiri                         | 1970     | 1971              |
| 14                      | Kyūsoku 0.25-Pyō! (球速0.25秒!)                                                                                    | Shirō Toozaki/Haruna Mayuzuki                    | 1970     | 1970              |
| 15                      | Okinawa (オキナワ)                                                                                                 | Keiji Nakazawa                                   | 1970     | 1970              |
| 16                      | Akagami no Ōkami (赤毛の狼)                                                                                        | Hiroshi Asuna                                    | 1970     | 1970              |
| 17                      | Manga Drifters (漫画ドリフターズ)                                                                                  | Arima Eimoto                                     | 1970     | 1975              |
| 18                      | Dokonjō Gaeru (ど根性ガエル)                                                                                       | Yasumi Yoshizawa                                 | 1970     | 1976              |
| 19                      | Yoake no Tategami (夜明けのタテガミ)                                                                               | Kōichi Ikeuchi                                   | 1970     | 1970              |
| 20                      | Black Pro Fighter Takeru (ブラックプロファイター タケル)                                                           | Tarō Bonten                                      | 1970     | 1970              |
| 21                      | Toilet Hakase (トイレット博士)                                                                                     | Kazuyoshi Torii                                  | 1970     | 1977              |
| 22                      | Genyaku Seisho (現約聖書)                                                                                          | George Akiyama                                   | 1970     | 1971              |
| 23                      | Guts 4 (ガッツ4)                                                                                                   | Kai Takizawa/Keiji Yoshitani                     | 1970     | 1970              |
| 24                      | Aitsu! (あいつ!)                                                                                                   | Hisao Maki/Itsuo Sakai                           | 1970     | 1970              |
| 25                      | Kirisakareta Seishun (切りさかれた青春)                                                                            | Saho Sasazawa/Shirō Kasama                       | 1970     | 1971              |
| 26                      | Ashita wa Tsukameru ka (明日はつかめるか)                                                                          | Toru Shinohara                                   | 1970     | 1971              |
| Serie rozpoczęte w 1971 | |                                                  |          |                   |
| 27                      | Ningen no Jōken (人間の条件)                                                                                       | Junbei Gomikawa/Kenji Abe                        | 1971     | 1971              |
| 28                      | Ikari no Mound (怒りのマウンド)                                                                                    | Shinobu Natsuki/Takashi Mine                     | 1971     | 1971              |
| 29                      | ProWres Sōsamō (プロレス捜査網)                                                                                    | Haruna Mayuzuki                                  | 1971     | 1971              |
| 30                      | Lion Books II (ライオンブックスシリーズ)                                                                           | Osamu Tezuka                                     | 1971     | 1973              |
| 31                      | Bijōmaru (美女丸)                                                                                                  | Zennosuke Tanaka                                 | 1971     | 1971              |
| 32                      | Kīgāru (キーガール)                                                                                                | Toru Shinohara                                   | 1971     | 1971              |
| 33                      | Guzumu Kōshinkyoku (グズ六行進曲)                                                                                  | Keiji Nakazawa                                   | 1971     | 1972              |
| 34                      | Japasshu (ジャパッシュ)                                                                                            | Mikiya Mochizuki                                 | 1971     | 1971              |
| 35                      | 4 Tarō 1 Hime (4タロウ1ヒメ)                                                                                       | Yoshimoto Baron                                  | 1971     | 1971              |
| 36                      | Black Eagle (ブラックイーグル)                                                                                     | Mirai Sunny/Kenji Abe                            | 1971     | 1971              |
| 37                      | Bara no Sakamichi (ばらの坂道)                                                                                     | George Akiyama                                   | 1971     | 1972              |
| 38                      | V no Kuchibue (Vの口笛)                                                                                            | Shirō Toozaki/Takumi Nagayasu                    | 1971     | 1971              |
| 39                      | Samurai Giants (侍ジャイアンツ)                                                                                    | Ikki Kajiwara/Kō Inoue                           | 1971     | 1974              |
| 40                      | Seishun Saizensen (青春最前線)                                                                                     | Norihiro Nakajima                                | 1971     | 1971              |
| 41                      | Kōya no Shōnen Isamu (荒野の少年イサム)                                                                            | Sōji Yamakawa/Noboru Kawasaki                    | 1971     | 1974              |
| 42                      | Yami no Senshi (闇の戦士)                                                                                          | Kōtarō Komuro                                    | 1971     | 1972              |
| 43                      | Zūzūshī Yatsu (ずうずうしい奴)                                                                                     | Renzaburō Shibata/Yūichi Sakahara/Itsuo Sakai    | 1971     | 1972              |
| 44                      | Head! Kiba (ヘッド!牙)                                                                                             | Mikiya Mochizuki                                 | 1971     | 1972              |
| Serie rozpoczęte w 1972 | |                                                  |          |                   |
| 45                      | Ore wa Ryū (おれは竜)                                                                                              | Yoshimoto Baron                                  | 1972     | 1972              |
| 46                      | Renshō Yaro (連勝野郎)                                                                                             | Mikio Yoshimori                                  | 1972     | 1972              |
| 47                      | Takekura (武蔵) | Hiroshi Motomiya                                 | 1972     | 1972              |
| 48                      | Hop Step (ホップステップ)                                                                                          | Yoshinori Takayama                               | 1972     | 1973              |
| 49                      | Sore Ike Jump de Young Oh! Oh! (それいけジャンプでヤングおー!おー!)                                                | Nao Miyanobu                                     | 1972     | 1974              |
| 50                      | Mysterious (ミステリオス)                                                                                          | Kōtarō Komuro                                    | 1972     | 1972              |
| 51                      | Mysterious (ミステリオス)                                                                                          | Yūichi Sakahara/Goro Sakai                       | 1972     | 1972              |
| 52                      | Kuso Bōzu Guntetsu (クソ坊主ガン鉄)                                                                                | Jirō Gyū/Kō Temu                                 | 1972     | 1972              |
| 53                      | The Kicker (ザ・キッカー)                                                                                          | Mikiya Mochizuki                                 | 1972     | 1972              |
| 54                      | Astro Kyūdan (アストロ球団)                                                                                        | Shirō Toozaki/Norihiro Nakajima                  | 1972     | 1976              |
| 55                      | Moete Hashire! (燃えて走れ!)                                                                                       | Kureo Iwagasaki/Motoka Murakami                  | 1972     | 1972              |
| 56                      | Boku no Dōbutsuen Nikki Ueno Dōbutsuen • Nishiyama Toshio Hanseiki (ぼくの動物園日記 上野動物園・西山登志雄半生記) | Toshio Nishiyama/Kōichi Iimori                   | 1972     | 1975              |
| 57                      | Mazinger Z (マジンガーZ)                                                                                           | Go Nagai                                         | 1972     | 1973              |
| 58                      | Spike No. 1 (スパイクNo.1)                                                                                         | Goro Okatani/Takeru Mitsuaki                     | 1972     | 1973              |
| Serie rozpoczęte w 1973 | |                                                  |          |                   |
| 59                      | Dream Kamen (ドリーム仮面)                                                                                         | Shigeru Nakamoto                                 | 1973     | 1973              |
| 60                      | Wa ga Tomo wa Noraki (わが輩はノラ公)                                                                              | Noriko Kikuchi                                   | 1973     | 1973              |
| 61                      | Kisshi (鬼っ子) | Satoshi Ikezawa                                  | 1973     | 1973              |
| 62                      | Hadashi no Gen (はだしのゲン)                                                                                      | Keiji Nakazawa                                   | 1973     | 1974              |
| 63                      | Climb Sweeper (クライム・スイーパー)                                                                               | Buronson/Goro Sakai                              | 1973     | 1973              |
| 64                      | Play Ball (プレイボール)                                                                                           | Akio Chiba                                       | 1973     | 1978              |
| 65                      | Hōchōnin Ajihei (包丁人味平)                                                                                       | Jirō Gyū/Jō Biggu                                | 1973     | 1977              |
| 66                      | Taiyō no Shima (太陽の島)                                                                                          | Gensu Karatsu/Kō Temu                            | 1973     | 1973              |
| 67                      | Ōbora Ichidai (大ぼら一代)                                                                                         | Hiroshi Motomiya                                 | 1973     | 1975              |
| 68                      | Hai ni Naru Shōnen (灰になる少年)                                                                                  | George Akiyama                                   | 1973     | 1973              |
| 69                      | Sora no Shiro (空の城)                                                                                             | Motoka Murakami                                  | 1973     | 1974              |
| 70                      | Onna Darake (女だらけ)                                                                                             | Kimio Yanagisawa                                 | 1973     | 1975              |
| Serie rozpoczęte w 1974 | |                                                  |          |                   |
| 71                      | Kaze! Hana! Tatsu! (風!花!龍!)                                                                                     | Satoshi Ikezawa                                  | 1974     | 1974              |
| 72                      | Pink! Punch! Tadashi (ピンク!パンチ!雅)                                                                            | Buronson/Goro Sakai                              | 1974     | 1974              |
| 73                      | Dohazure Tenkaichi (どはずれ天下一)                                                                                | George Akiyama                                   | 1974     | 1974              |
| 74                      | Moero! Benten (もえろ!弁天)                                                                                        | Nao Miyanobu                                     | 1974     | 1975              |
| 75                      | Yokai Hunter (妖怪ハンター)                                                                                        | Daijirō Morohoshi                                | 1974     | 1974              |
| 76                      | Sukeban Arashi (スケ番あらし)                                                                                      | Masami Kurumada                                  | 1974     | 1975              |
| 77                      | Goronbo Isha (ごろんぼ医者)                                                                                        | Yoshinori Takayama                               | 1974     | 1974              |
| 78                      | Honō no Kyojin (炎の巨人)                                                                                          | Shirou Mitsue/Ryoji Ryuzaki                      | 1974     | 1975              |
| 79                      | Tomodachi Gakuen (友だち学園)                                                                                      | Saburō Ishikawa                                  | 1974     | 1974              |

### 1975-1979
| Lp.                     | Nazwa serii | Autor                               | Premiera | Zakończenie serii |
| ----------------------- | --- | ----------------------------------- | -------- | ----------------- |
| Serie rozpoczęte w 1975 | |                                     |          |                   |
| 1                       | Circuit no Ōkami (サーキットの狼)                                                                              | Satoshi Ikezawa                     | 1975     | 1979              |
| 2                       | Kawaī Gambler (かわいいギャンブラー)                                                                           | Kazuyoshi Katsuki                   | 1975     | 1975              |
| 3                       | Hana Mo Arashi Mo (花も嵐も)                                                                                   | Ikki Kajiwara/Noboru Kawasaki       | 1975     | 1975              |
| 4                       | Tora no Racer (虎のレーサー)                                                                                   | Motoka Murakami                     | 1975     | 1975              |
| 5                       | Doberman Detective (ドーベルマン刑事)                                                                          | Buronson/Shinji Hiramatsu           | 1975     | 1979              |
| 6                       | Gakuen Yorozuya (学園よろず屋)                                                                                 | Yoshinori Takayama                  | 1975     | 1976              |
| 7                       | Zero no Shirataka (ゼロの白鷹)                                                                                 | Hiroshi Motomiya                    | 1975     | 1976              |
| 8                       | 1•2 no Ahho!! (1・2のアッホ!!)                                                                                 | Kontarō                             | 1975     | 1978              |
| Serie rozpoczęte w 1976 | |                                     |          |                   |
| 9                       | Blue City (ブルーシティー)                                                                                     | Yukinobu Hoshino                    | 1976     | 1976              |
| 10                      | Onsen Boy (温泉ボーイ)                                                                                         | Kimio Yanagisawa                    | 1976     | 1976              |
| 11                      | Akutare Kyojin (悪たれ巨人)                                                                                    | Yoshihiro Takahashi                 | 1976     | 1980              |
| 12                      | Satellite no Niji (サテライトの虹)                                                                             | Kaoru Akimoto/Tadashi Katō          | 1976     | 1976              |
| 13                      | Ankoku Shinwa (暗黒神話)                                                                                       | Daijirō Morohoshi                   | 1976     | 1976              |
| 14                      | ProWres tai Jūdō (プロレス対柔道)                                                                              | Yasuo Sakurai/Ryōji Ryūzaki         | 1976     | 1976              |
| 15                      | Hoankan Jō (保安官ジョー)                                                                                      | Toshiaki Matsushima/Eijiro Sawamoto | 1976     | 1976              |
| 16                      | Neppu no Tora (熱風の虎)                                                                                       | Motoka Murakami                     | 1976     | 1976              |
| 17                      | Tōdai Icchokusen (東大一直線)                                                                                  | Yoshinori Kobayashi                 | 1976     | 1979              |
| 18                      | Peranmē Holmes (べらんめえホームズ)                                                                            | Yasumi Yoshizawa                    | 1976     | 1976              |
| 19                      | Boronbo-sensei (ボロンボ先生)                                                                                  | Wataru Sakawa                       | 1976     | 1976              |
| 20                      | Condor no Tsubasa (コンドルの翼)                                                                               | Norihiro Nakajima                   | 1976     | 1976              |
| 21                      | Yon-chome no Kaijin-kun (四丁目の怪人くん)                                                                     | Takeshi Matsutani                   | 1976     | 1977              |
| 22                      | Jitsuroku Kyojin-dai Monogatari (実録巨人軍物語)                                                               | Kensei Yoshida/Ryōji Ryūzaki        | 1976     | 1976              |
| 23                      | Hokuto no Kishi (北斗の騎士)                                                                                   | Shirō Toozaki/Ippei Minami          | 1976     | 1977              |
| 24                      | Kochira Katsushika-ku Kameari Kōen-mae Hashutsujo (こちら葛飾区亀有公園前派出所)                               | Osamu Akimoto                       | 1976     | 2016              |
| Serie rozpoczęte w 1977 | |                                     |          |                   |
| 25                      | U.F.O. Kari (UFO狩り)                                                                                          | Kōsuke Mitsuki                      | 1977     | 1977              |
| 26                      | Ring ni Kakero (リングにかけろ)                                                                                | Masami Kurumada                     | 1977     | 1981              |
| 27                      | Yami no Tōbōi (闇の逃亡医)                                                                                     | Kiyoshi Takayama/Tadashi Katō       | 1977     | 1977              |
| 28                      | Asatarō-den (朝太郎伝)                                                                                         | Norihiro Nakajima                   | 1977     | 1979              |
| 29                      | Yacchin (やっちん)                                                                                             | Yasumi Yoshizawa                    | 1977     | 1977              |
| 30                      | Jump Minwa Gekijō (JUMP民話劇場)                                                                               | Jizō Tanuki/Toshi Noma              | 1977     | 1977              |
| 31                      | Jambo de Gomen Nasutte (ジャンボでごめんなすって)                                                              | Jin Inoue                           | 1977     | 1977              |
| 32                      | Hole in One (ホールインワン)                                                                                   | Takeji Kagami/Tatsuo Kanai          | 1977     | 1979              |
| 33                      | Shiroi Kairyudo (白い狩人)                                                                                     | Shiro Toozaki/Masaharu Kojima       | 1977     | 1977              |
| 34                      | Yūkari no Moku no Moto de (ユーカリの木のもとで)                                                               | Keiji Nakazawa                      | 1977     | 1977              |
| 35                      | Big 1 (BIG1)                                                                                                   | Masatoshi Suzuki                    | 1977     | 1977              |
| 36                      | Kaiki Manatsu no Yawa (怪奇真夏の夜話)                                                                         | Toshi Noma                          | 1977     | 1977              |
| 37                      | Susume!! Pirates (すすめ!!パイレーツ)                                                                          | Hisashi Eguchi                      | 1977     | 1980              |
| 38                      | Kyojin-tachi no Densetsu (巨人たちの伝説)                                                                      | Yukinobu Hoshino                    | 1977     | 1977              |
| 39                      | Kōshi Ankoku Den (孔子暗黒伝)                                                                                  | Daijirō Morohoshi                   | 1977     | 1978              |
| Serie rozpoczęte w 1978 | |                                     |          |                   |
| 40                      | Pinboke Shata (ピンボケ写太)                                                                                   | Jō Biggu                            | 1978     | 1978              |
| 41                      | Kazoku Dōbutsuen (家族動物園)                                                                                  | Kōichi Iimori                       | 1978     | 1978              |
| 42                      | Sawayaka Mantarō (さわやか万太郎)                                                                              | Hiroshi Motomiya                    | 1978     | 1979              |
| 43                      | Keisatsuinu Monogatari Keishichō • Kanshikika Amano Shigeo Funtōki (警察犬物語 警視庁・鑑識課雨野しげお奮闘記) | Kōsuke Mitsuki/Saburō Ishikawa      | 1978     | 1979              |
| 44                      | Kaitei Poseidon (怪艇ポセイドン)                                                                               | Takeshi Matsutani                   | 1978     | 1978              |
| 45                      | Karate Inochi (カラテいのち)                                                                                   | Hisao Maki/Takashi Nishioka         | 1978     | 1978              |
| 46                      | Inochi Mikoto (命 MIKOTO)                                                                                      | Kōtarō Komuro                       | 1978     | 1978              |
| 47                      | Rock 'n Roll Baseball (ロックンロールベースボール)                                                             | Seidō Takeshi/Kazuo Miyazaki        | 1978     | 1978              |
| 48                      | Ruse! Ruse!! (ルーズ!ルーズ!!)                                                                                 | Kontarō                             | 1978     | 1979              |
| 49                      | Watari Kyōshi (渡り教師)                                                                                       | Yoshinori Takayama/Kenichi Kotani   | 1978     | 1979              |
| 50                      | Bikubiku Nyanko (びくびくニャンコ)                                                                             | Kazuo Oohei                         | 1978     | 1979              |
| 51                      | Cobra (コブラ)                                                                                                 | Buichi Terasawa                     | 1978     | 1984              |
| Serie rozpoczęte w 1979 | |                                     |          |                   |
| 52                      | Studio Help (スタジオHELP)                                                                                     | Jō Biggu                            | 1979     | 1979              |
| 53                      | Yasei no Bible (野生のバイブル)                                                                                | Masaharu Kojima                     | 1979     | 1979              |
| 54                      | Gōshūjin Seishun Nikki Go☆Shoot (剛秀人青春日記 GO☆シュート)                                                   | Takeshi Miya                        | 1979     | 1980              |
| 55                      | Sky Eagle (スカイイーグル)                                                                                     | Shirō Toozaki/Yoshikazu Kawajima    | 1979     | 1979              |
| 56                      | Sasurai Kishidō (さすらい騎士道)                                                                               | Hirotoku Nakajima                   | 1979     | 1979              |
| 57                      | Shiritsu Kiwamemichi Kōkō (私立極道高校)                                                                       | Akira Miyashita                     | 1979     | 1980              |
| 58                      | Kinnikuman (キン肉マン)                                                                                        | Yudetamago                          | 1979     | 1987              |
| 59                      | Tennis Boy (テニスボーイ)                                                                                      | Satoshi Terajima/Kenichi Kotani     | 1979     | 1982              |
| 60                      | Kurokitaka (黒き鷹)                                                                                            | Kontarō                             | 1979     | 1979              |
| 61                      | Rajikon Sensō (ラジコン戦争)                                                                                   | James Takaki/Yoshikazu Kawajima     | 1979     | 1980              |
| 62                      | Netsukyū Suikoden (熱球水滸伝)                                                                                 | Norihiro Nakajima                   | 1979     | 1979              |
| 63                      | Massugu ga Iku (真直がいく)                                                                                    | Mushitarō Kabuto                    | 1979     | 1980              |
| 64                      | Futari no Dābī (ふたりのダービー)                                                                              | Tsukasa Tanaka                      | 1979     | 1980              |
| 65                      | Mannenyuki no Mieru Ie (万年雪のみえる家)                                                                      | Hiroshi Motomiya                    | 1979     | 1980              |

## 1980

### 1980- 1984
| Lp.                     | Nazwa serii                                               | Autor                                | Premiera | Zakończenie serii |
| ----------------------- | --------------------------------------------------------- | ------------------------------------ | -------- | ----------------- |
| Serie rozpoczęte w 1980 |                                                           |                                      |          |                   |
| 1                       | Rikki Typhoon (リッキー台風)                              | Shinji Hiramatsu                     | 1980     | 1980              |
| 2                       | Izumi-chan Graffiti (いずみちゃんグラフティー)            | Tatsuo Kanai                         | 1980     | 1980              |
| 3                       | Diamond Star (ダイヤモンドスター)                         | Satoshi Ikezawa                      | 1980     | 1980              |
| 4                       | Dr. Slump (Dr. スランプ)                                  | Akira Toriyama                       | 1980     | 1984              |
| 5                       | Otoko no Tabidachi (男の旅立ち)                           | Yoshihiro Takahashi                  | 1980     | 1981              |
| 6                       | Deguchi Kyodai Funsenki (出口兄弟奮戦記)                  | Katsuyuki Edamatsu                   | 1980     | 1980              |
| 7                       | Big Gun (ビッグガン)                                      | Buronson/Motoki Monda                | 1980     | 1980              |
| 8                       | Super Kyojin (スーパー巨人)                               | Tsukasa Tanaka/Isshō Kabuki          | 1980     | 1980              |
| 9                       | Yamasaki Ginjiro (山崎銀次郎)                             | Hiroshi Motomiya                     | 1980     | 1981              |
| 10                      | One Man Army (ワンマンアーミー)                           | K-San Maekawa                        | 1980     | 1980              |
| 11                      | Showup High School (ショーアップ・ハイスクール)           | Hitoshi Tanimura                     | 1980     | 1980              |
| 12                      | Aa Ichiro (ああ一郎)                                      | Kōji Koseki                          | 1980     | 1981              |
| 13                      | Mound no Inazuma (マウンドの稲妻)                         | Gossēji                              | 1980     | 1980              |
| 14                      | Bōsō Hunter (暴走ハンター)                                | Kazuhisa Kasai/Ryūji Tsugihara       | 1980     | 1980              |
| 15                      | Geki! Kyoku Toraichika (激!!極虎一家)                     | Akira Miyashita                      | 1980     | 1982              |
| 16                      | Ōgon no Bantam (黄金のバンタム)                           | Yoshinori Takayama/Norihiro Nakajima | 1980     | 1981              |
| 17                      | Sannen Kimen-gumi (3年奇面組)                             | Motoei Shinzawa                      | 1980     | 1982              |
| 18                      | Boku-tachi no Sensen (ぼくたちの戦線)                     | Izumi Aburai                         | 1980     | 1980              |
| 19                      | Bun no Ao Shun! (ブンの青シュン!)                         | Izumi Aburai                         | 1980     | 1981              |
| 20                      | Mario (マリオ)                                            | Akira Nakahara/Yasuyuki Kitahara     | 1980     | 1981              |
| Serie rozpoczęte w 1981 |                                                           |                                      |          |                   |
| 21                      | Kumamotoken (熊元拳)                                      | Jin Nishima                          | 1981     | 1981              |
| 22                      | Hinomaru Gekijō (ひのまる劇場)                            | Hisashi Eguchi                       | 1981     | 1981              |
| 23                      | Forever Kamiko-kun (フォーエバー神児くん)                 | Tsuyuki Edamatsuka                   | 1981     | 1981              |
| 24                      | Captain Tsubasa (キャプテン翼)                            | Yoichi Takahashi                     | 1981     | 1988              |
| 25                      | Fine Play (ファインプレー)                                | Geki Fujimori/Masato Yamaguchi       | 1981     | 1981              |
| 26                      | Makenshi (魔剣士)                                         | Sachio Umemoto/Motoki Monma          | 1981     | 1981              |
| 27                      | Rock 'n Roll Monogatari (ロックンロール物語)              | Makoto Nakahara/Kazuhira Minami      | 1981     | 1981              |
| 28                      | Guts Try (ガッツトライ)                                   | Tsukasa Tanaka                       | 1981     | 1981              |
| 29                      | Super Police (スーパーポリス)                             | Hitoshi Tanimura                     | 1981     | 1981              |
| 30                      | Kaidō Racer GO (街道レーサーGO)                           | Satoshi Ikezawa                      | 1981     | 1981              |
| 31                      | Shaka no Musuko (シャカの息子)                            | George Akamiya                       | 1981     | 1981              |
| 32                      | Gal ga Rival (ギャルがライバル)                           | K-San Maekawa                        | 1981     | 1982              |
| 33                      | Aozora Fishing (青空フィッシング)                         | Hiroichi Fuse/Yoshihiro Takahashi    | 1981     | 1982              |
| 34                      | Kōshien no Ōkami (甲子園の狼)                             | Ryōji Ryūzaki                        | 1981     | 1981              |
| 35                      | Cat's♥Eye (キャッツ♥アイ)                                 | Tsukasa Hojo                         | 1981     | 1984              |
| 36                      | Stop! Hibari-kun (ストップ!! ひばりくん!)                 | Hisashi Eguchi                       | 1981     | 1983              |
| 37                      | Black Angels (ブラック・エンジェルズ)                     | Shinji Hiramatsu                     | 1981     | 1985              |
| 38                      | Ikaros no Ken (イカロスの拳)                              | Keiji Natsume                        | 1981     | 1982              |
| 39                      | Commander 0 (コマンダー0)                                 | Jun Tomizawa                         | 1981     | 1982              |
| Serie rozpoczęte w 1982 |                                                           |                                      |          |                   |
| 40                      | Scram (スクラム)                                          | Kōji Koseki                          | 1982     | 1982              |
| 41                      | Gomen Kudasai!! Alligator (ごめんください!! アリゲーター) | Hiroshi Aro                          | 1982     | 1982              |
| 42                      | Fuma no Kojirō (風魔の小次郎)                             | Masami Kurumada                      | 1982     | 1983              |
| 43                      | Kick Off (キックオフ)                                     | Taku Chiba                           | 1982     | 1983              |
| 44                      | High School! Kimengumi (ハイスクール!奇面組)              | Motoei Shinzawa                      | 1982     | 1987              |
| 45                      | The Fighter (THEファイター)                               | Toshio Taniue                        | 1982     | 1982              |
| 46                      | Yoroshiku Haruichiban (よろしく春一番)                    | Norihiro Nakajima                    | 1982     | 1982              |
| 47                      | Cosmos End (コスモスエンド)                               | Toshio Kasahara (jako Kasahara Tom)  | 1982     | 1982              |
| 48                      | Wing Shot (ウイニングショット)                            | Kenichi Kotani                       | 1982     | 1982              |
| 49                      | Omisore! Toloburijō (おみそれ!トラぶりっ娘)               | Hiroshi Aro                          | 1982     | 1983              |
| 50                      | Yabure Kabure (やぶれかぶれ)                              | Hiroshi Motomiya                     | 1982     | 1982              |
| 51                      | Nobu ga Yuku (野武がゆく)                                 | Motoki Monda                         | 1982     | 1982              |
| 52                      | Jun (Jun)                                                 | Hiromi Morishita                     | 1982     | 1983              |
| 53                      | Shō to Daichi (翔と大地)                                  | Yoshihiro Takahashi                  | 1982     | 1982              |
| 54                      | Umi no Senshi (海の戦士)                                  | Tetsuya Saruwatari                   | 1982     | 1985              |
| 55                      | Yoroshiku Mechadoc (よろしくメカドック)                   | Ryuji Tsugihara                      | 1982     | 1983              |
| 56                      | Tetsu no Don Quixote (鉄のドンキホーテ)                   | Tetsuo Hara                          | 1982     | 1983              |
| 57                      | Mekkin Butai (滅菌部隊)                                   | Kiichiro Tomosu                      | 1982     | 1982              |
| 58                      | Hassaitai wo Nuke (破砕帯をぬけ)                          | Kazuhito Yumi                        | 1982     | 1983              |
| Serie rozpoczęte w 1983 |                                                           |                                      |          |                   |
| 59                      | Scandoll (スキャンドール)                                 | Kenichi Kotani                       | 1983     | 1983              |
| 60                      | Aa! Bishamon Kōkō (嗚呼!!毘沙門高校)                      | Akira Miyashita                      | 1983     | 1983              |
| 61                      | Wingman (ウイングマン)                                    | Masakazu Katsura                     | 1983     | 1985              |
| 62                      | Can☆Can Every Day (CAN☆キャンえぶりでい)                  | Hisashi Tanaka (jako Hisuwashi)      | 1983     | 1983              |
| 63                      | Mad Dog (マッドドッグ)                                    | Buronson/Kei Takazawa                | 1983     | 1983              |
| 64                      | Shape Up Ran (シェイプアップ乱)                           | Masaya Tokuhiro                      | 1983     | 1986              |
| 65                      | Tenchi wo Kurau (天地を喰らう)                            | Hiroshi Motomiya                     | 1983     | 1984              |
| 66                      | Albatross Tonda (アルバトロス飛んだ)                      | Akira Nakahara/Motoki Monda          | 1983     | 1983              |
| 67                      | Hokuto no Ken (北斗の拳)                                  | Buronson/Tetsuo Hara                 | 1983     | 1988              |
| 68                      | Mashōnen B.T. (魔少年ビーティー)                          | Hirohiko Araki                       | 1983     | 1983              |
| 69                      | Ashita Tenpei (あした天兵)                                | Jūzō Yamasaki/Hideaki Hataji         | 1983     | 1984              |
| 70                      | Ginga -Nagareboshi Gin- (銀牙 -流れ星 銀-)                | Yoshihiro Takahashi                  | 1983     | 1987              |
| 71                      | Kikai Senshi Girufā (機械戦士ギルファー)                  | Motohiro Nishio/Kōji Maki            | 1983     | 1984              |
| 72                      | Bogī The Great (ボギー THE GREAT)                         | Akira Miyashita                      | 1983     | 1984              |
| Serie rozpoczęte w 1984 |                                                           |                                      |          |                   |
| 73                      | Mr. Whitey (Mr.ホワイティ)                                | Ken Kitashiba/Tetsuya Saruwatari     | 1984     | 1984              |
| 74                      | Kimagure Orange Road (きまぐれオレンジ☆ロード)            | Izumi Matsumoto                      | 1984     | 1987              |
| 75                      | Tottemo Shōnen Kantenkai (とっても少年探検隊)             | Hiroshi Aro                          | 1984     | 1984              |
| 76                      | Kid (KID)                                                 | Kenichi Kotani                       | 1984     | 1984              |
| 77                      | Killer Boy (キラーBOY)                                    | Masatori Usune                       | 1984     | 1984              |
| 78                      | Otokozaka (男坂)                                          | Masami Kurumada                      | 1984     | 1985              |
| 79                      | Ama Gonzui (海人ゴンズイ)                                 | George Akiyama                       | 1984     | 1984              |
| 80                      | Gakuen Jōbōbu H.I.P. (ガクエン情報部H.I.P.)               | Jun Tomizawa                         | 1984     | 1985              |
| 81                      | Baō Raihōsha (バオー来訪者)                               | Hirohiko Araki                       | 1984     | 1985              |
| 82                      | Dragon Ball (DRAGON BALL)                                 | Akira Toriyama                       | 1984     | 1995              |
| 83                      | Bakudan (ばくだん)                                        | Hiroshi Motomiya                     | 1984     | 1985              |

### 1985-1989
| Lp.                     | Nazwa serii                                                                               | Autor                                                   | Premiera | Zakończenie serii |
| ----------------------- | ----------------------------------------------------------------------------------------- | ------------------------------------------------------- | -------- | ----------------- |
| Serie rozpoczęte w 1985 |                                                                                           |                                                         |          |                   |
| 1                       | Mister Lion (ミスターライオン)                                                            | Shinobu Ōnishi                                          | 1985     | 1985              |
| 2                       | City Hunter (CITY HUNTER)                                                                 | Tsukasa Hojo                                            | 1985     | 1991              |
| 3                       | Tsuide ni Tonchinkan (ついでにとんちんかん)                                               | Koichi Endo                                             | 1985     | 1989              |
| 4                       | Sakigake!! Otokojuku (魁!!男塾)                                                           | Akira Miyashita                                         | 1985     | 1991              |
| 5                       | Sumomo (すもも SUMOMO)                                                                    | Shun Amanuma                                            | 1985     | 1985              |
| 6                       | Tobu Kyōshitsu (飛ぶ教室)                                                                 | Tsutomu Hiramatsu                                       | 1985     | 1985              |
| 7                       | Black Knight Bat (BLACK KNIGHT バット)                                                    | Buichi Terasawa                                         | 1985     | 1985              |
| 8                       | Just Ace (ジャストACE)                                                                    | Hiroki Inoue                                            | 1985     | 1985              |
| 9                       | Wolf ni Kiss (ウルフにKISS)                                                               | Hiro Terashima/Kenichi Kotani                           | 1985     | 1985              |
| 10                      | Surely!! (ショーリ!!)                                                                     | Taku Chiba                                              | 1985     | 1985              |
| 11                      | Road Runner (ロードランナー ROAD RUNNER)                                                  | Ryūji Tsugihara                                         | 1985     | 1986              |
| 12                      | Love and Fire (ラブ&ファイヤー)                                                           | Shinji Hiramatsu                                        | 1985     | 1986              |
| 13                      | Chōkidōin Vander (超機動員ヴァンダー)                                                     | Masakazu Katsura                                        | 1985     | 1986              |
| Serie rozpoczęte w 1986 |                                                                                           |                                                         |          |                   |
| 14                      | Saint Seiya (聖闘士星矢)                                                                  | Masami Kurumada                                         | 1986     | 1990              |
| 15                      | Uwasa no Boy (うわさのBOY)                                                                | Nonki Miyasu                                            | 1986     | 1986              |
| 16                      | Sekiryūō (赤龍王)                                                                         | Hiroshi Motomiya                                        | 1986     | 1987              |
| 17                      | Animal Kenshi (アニマル拳士)                                                              | Shōichi Yagihashi                                       | 1986     | 1986              |
| 18                      | Tāheruana Atsuko (ターヘルアナ富子)                                                       | Masaya Tokuhiro                                         | 1986     | 1986              |
| 19                      | Hanattare Boogie (はなったれBoogie)                                                       | Makoto Isshiki                                          | 1986     | 1986              |
| 20                      | Metal K (メタルK)                                                                         | Kōji Maki                                               | 1986     | 1986              |
| 21                      | Sasuke Ninden (サスケ忍伝)                                                                | Yoshihiro Kuroiwa                                       | 1986     | 1986              |
| 22                      | Sora no Canvas (空のキャンバス)                                                           | Shinji Imaizumi                                         | 1986     | 1987              |
| 23                      | Hustle Kenpō Tsuyoshi (ハッスル拳法つよし)                                                | Tsutoshi Hiramatsu                                      | 1986     | 1986              |
| 24                      | Kuon... (くおん…)                                                                         | Hiroyuki Kawashima                                      | 1986     | 1986              |
| 25                      | Kenritsu Umisora Kōkō Yakyū Buin Yamashita Tarō-kun (県立海空高校野球部員山下たろーくん?) | Kōji Koseki                                             | 1986     | 1990              |
| 26                      | Kirara (キララ)                                                                           | Shinji Hiramatsu                                        | 1986     | 1987              |
| 27                      | Akaten Kyōshi Nashimoto Kotetsu (アカテン教師梨本小鉄)                                    | Keiichi Kasui                                           | 1986     | 1987              |
| Serie rozpoczęte w 1987 |                                                                                           |                                                         |          |                   |
| 28                      | JoJo no Kimyō na Bōken (ジョジョの奇妙な冒険)                                             | Hirohiko Araki                                          | 1987     | 2003              |
| 29                      | Star Bakuhatsu (スタア爆発)                                                               | Hideaki Hataji                                          | 1987     | 1987              |
| 30                      | Pankra Boy (PANKRA BOY)                                                                   | Jun Tomizawa                                            | 1987     | 1987              |
| 31                      | Majinryū Barion (魔神竜バリオン)                                                          | Yoshihiro Kuroiwa                                       | 1987     | 1987              |
| 32                      | Moeru! Oniisan (燃える!お兄さん)                                                          | Tadashi Satō                                            | 1987     | 1991              |
| 33                      | God Sider (ゴッドサイダー)                                                                | Kōji Maki                                               | 1987     | 1988              |
| 34                      | Tokubetsu Kōtsū Kidōtai Super Patrol (特別交通機動隊 SUPER PATROL)                        | Ryūji Tsugihara                                         | 1987     | 1987              |
| 35                      | Present from Lemon (プレゼント・フロム LEMON)                                             | Masakazu Katsura                                        | 1987     | 1987              |
| 36                      | Yūrei Kozō ga Yatte Kita! (ゆうれい小僧がやってきた!)                                     | Yudetamago                                              | 1987     | 1988              |
| 37                      | The Momotaroh (THE MOMOTAROH)                                                             | Makoto Niwano                                           | 1987     | 1989              |
| 38                      | No Side (ノーサイド)                                                                      | Taku Chiba                                              | 1987     | 1988              |
| 39                      | Otoboke Nako-sensei (おとぼけ茄子先生)                                                    | Yutaka Takahashi (jako Yutaka Takaki)                   | 1987     | 1988              |
| 40                      | Hard Luck (ハードラック)                                                                  | Takashi Kisaki                                          | 1987     | 1988              |
| Serie rozpoczęte w 1988 |                                                                                           |                                                         |          |                   |
| 41                      | Cosmos Striker (コスモスストライカー)                                                     | Kenichi Tanaka/Shingo Todate                            | 1988     | 1988              |
| 42                      | Bastard!! -Ankoku no Hakaishin- (BASTARD!! -暗黒の破壊神-)                                | Kazushi Hagiwara                                        | 1988     | 1989              |
| 43                      | Jungle no Ōja Tar-chan ♡ (ジャングルの王者ターちゃん♡)                                    | Masaya Tokuhiro                                         | 1988     | 1990              |
| 44                      | Kami-sama wa Southpaw (神様はサウスポー)                                                  | Shinji Imaizumi                                         | 1988     | 1990              |
| 45                      | Hengen Sennin Asuka♡ (変幻戦忍アスカ♡)                                                    | Yoshihiro Kuroiwa                                       | 1988     | 1988              |
| 46                      | Niji no Runner (虹のランナー)                                                             | Taku Chiba                                              | 1988     | 1988              |
| 47                      | Rokudenashi Blues (ろくでなしBLUES)                                                       | Masanori Morita                                         | 1988     | 1997              |
| 48                      | Kachū no Senshi: Masatake (-甲冑の戦士-雅武)                                              | Yoshihiro Takahashi                                     | 1988     | 1988              |
| 49                      | Matte! Sailor Fuku Knight (舞って!セーラー服騎士)                                         | Teruto Ariga                                            | 1988     | 1988              |
| 50                      | Sho no Densetsu (翔の伝説)                                                                | Yoichi Takahashi                                        | 1988     | 1989              |
| 51                      | Magical☆Tarurūto-kun (まじかる☆タルるートくん)                                            | Tatsuya Egawa                                           | 1988     | 1992              |
| 52                      | Boku ga Shitakata-kun (ボクはしたたか君)                                                  | Motoei Shinzawa                                         | 1988     | 1990              |
| 53                      | Kyōryū Daikikō (恐竜大紀行)                                                               | Daimurō Kishi                                           | 1988     | 1989              |
| 54                      | Cyber Blue (CYBERブルー)                                                                  | BOB/Takaichi Mitsui/Tetsuo Hara                         | 1988     | 1989              |
| Serie rozpoczęte w 1989 |                                                                                           |                                                         |          |                   |
| 55                      | Super Machine Run (スーパーマシンRUN)                                                     | Akira Watanabe                                          | 1989     | 1989              |
| 56                      | The Edge (THE EDGE ジ・エッジ)                                                            | Katsuyasu Nagasawa                                      | 1989     | 1989              |
| 57                      | Cyborg Jīchan G (CYBORGじいちゃんG)                                                       | Takeshi Obata (jako Shige Hijikata)                     | 1989     | 1989              |
| 58                      | Hayato 18-ban Shōbu (隼人18番勝負)                                                        | Ryūji Tsugihara                                         | 1989     | 1989              |
| 59                      | Scrap Sandayū (SCRAP三太夫)                                                               | Yudetamago                                              | 1989     | 1989              |
| 60                      | Ten de Shōwaru Cupid (てんで性悪キューピッド)                                             | Yoshihiro Togashi                                       | 1989     | 1990              |
| 61                      | Chameleon Jail (カメレオンジェイル)                                                       | Kazuhiko Watanabe/Takehiko Inoue (jako Takehiko Nariai) | 1989     | 1989              |
| 62                      | Kenkaku Shibui Kakinosuke (剣客 渋井柿之介)                                               | Yutaka Takahashi                                        | 1989     | 1989              |
| 63                      | The Green Eyes (ザ・グリーンアイズ)                                                       | Kōji Maki                                               | 1989     | 1990              |
| 64                      | Tobikkiri (とびっきり!)                                                                   | Takashi Kisaki                                          | 1989     | 1990              |
| 65                      | Dragon Quest -Dai no Daibōken- (DRAGON QUEST -ダイの大冒険-)                              | Riku Sanjō/Yūji Horii/Kōji Inada                        | 1989     | 1996              |
| 66                      | Den'ei Shōjo (電影少女)                                                                   | Masakazu Katsura                                        | 1989     | 1992              |
| 67                      | AT Lady! (AT Lady! (オートマティック・レディ))                                            | Takeshi Okano (jako Takeshi Nomura)                     | 1989     | 1990              |

## 1990

### 1990-1994
| Lp.                     | Nazwa serii                                                                                      | Autor                                              | Premiera | Zakończenie serii |
| ----------------------- | ------------------------------------------------------------------------------------------------ | -------------------------------------------------- | -------- | ----------------- |
| Serie rozpoczęte w 1990 |                                                                                                  |                                                    |          |                   |
| 1                       | Ace! (エース!)                                                                                   | Yoichi Takahashi                                   | 1990     | 1991              |
| 2                       | Hana no Keiji -Kumo no Kanata ni-(花の慶次 ―雲のかなたに―)                                       | Keiichiro Ryu/Tetsuo Hara/Aso Mio                  | 1990     | 1993              |
| 3                       | Hikaru! Chachacha!! (ひかる!チャチャチャッ!!)                                                    | Kenji Minomo                                       | 1990     | 1991              |
| 4                       | Sakenomi☆Dōji (酒呑☆ドージ)                                                                      | Haruto Umezawa (jako Isao Umezawa)                 | 1990     | 1990              |
| 5                       | Crisis Diver (クライシスダイバー)                                                                | Shingo Todate/Kō Nimaiya                           | 1990     | 1990              |
| 6                       | Shin Jungle no Ōja Tar-chan ♡ (新ジャングルの王者ターちゃん♡)                                    | Masaya Tokuhiro                                    | 1990     | 1995              |
| 7                       | GP Boy (GP BOY)                                                                                  | Kunihiko Akai/Hirohisa Onikubo                     | 1990     | 1990              |
| 8                       | Fushigi Hunter (不思議ハンター)                                                                  | Yukihiro Izuka/Yoshihiro Kuroiwa                   | 1990     | 1990              |
| 9                       | Kickboxer Mamoru (蹴撃手マモル)                                                                  | Yudetamago                                         | 1990     | 1991              |
| 10                      | Metal Fish (METAL FISH)                                                                          | Masaru Miyazaki/Nobutoshi Ejinara                  | 1990     | 1991              |
| 11                      | Slam Dunk (SLAM DUNK)                                                                            | Takehiko Inoue                                     | 1990     | 1996              |
| 12                      | Chinyūki -Tarō to Yukai na Nakama-tachi- (珍遊記 -太郎とゆかいな仲間たち-)                       | Man☆gataro                                         | 1990     | 1992              |
| 13                      | Dengyan -Nanpō Kumagusu-den- (てんぎゃん -南方熊楠伝-)                                           | Daimurō Kishi                                      | 1990     | 1991              |
| 14                      | Yū☆Yū☆Hakushō (幽☆遊☆白書)                                                                       | Yoshihiro Togashi                                  | 1990     | 1994              |
| Serie rozpoczęte w 1991 |                                                                                                  |                                                    |          |                   |
| 15                      | Moeru! Onīsan 2 (燃える!お兄さん2)                                                               | Tadashi Satō                                       | 1991     | 1991              |
| 16                      | Chokidō Bōhatsu Shūkyū Yarō Riboro no Takeda (超機動暴発蹴球野郎 リベロの武田)                   | Makoto Niwano                                      | 1991     | 1992              |
| 17                      | Outer Zone (アウターゾーン)                                                                      | Shin Mitsuhara                                     | 1991     | 1994              |
| 18                      | Pennant Race: Yamada Taiichi no Kiseki (ペナントレース やまだたいちの奇蹟)                       | Kōji Koseki                                        | 1991     | 1994              |
| 19                      | Time Walker Rei (タイムウォーカー零)                                                             | Yūki Hidaka                                        | 1991     | 1991              |
| 20                      | Don Vulcan -Seinaru Otoko no Densetsu- (ドン・ボルガン -聖なる男の伝説-)                         | Ryūji Tsugihara                                    | 1991     | 1991              |
| 21                      | F no Senkō -Ailton Sena no Chōsen- (Fの閃光 -アイルトン・セナの挑戦-)                            | Kōyū Nishimura/Katsuyasu Nagasawa/Hirohisa Onikubo | 1991     | 1991              |
| 22                      | Ten Yori Takaku! (天より高く!)                                                                   | Yūko Asami                                         | 1991     | 1992              |
| 23                      | Tengai-kun no Kareinaru Nayami (天外君の華麗なる悩み)                                            | Makura Shou                                        | 1991     | 1992              |
| 24                      | Tennenshoku Danji Buray (天然色男児BURAY)                                                        | Kazuki Takahashi (jako Kazumasa Takahashi)         | 1991     | 1992              |
| 25                      | Majin Bōkentan Lamp Lamp (魔神冒険譚 ランプ・ランプ)                                             | Fujinobu Izumi/Takeshi Obata                       | 1991     | 1992              |
| Serie rozpoczęte w 1992 |                                                                                                  |                                                    |          |                   |
| 26                      | Change Up!! (チェンジUP!!)                                                                       | Shinji Imaizumi                                    | 1992     | 1992              |
| 27                      | Monmonmon (モンモンモン)                                                                         | Tsunomaru                                          | 1992     | 1993              |
| 28                      | Yagyū Reppuken Ren'ya (柳生烈風剣連也)                                                           | Takashi Noguchi                                    | 1992     | 1992              |
| 29                      | Bakuhatsu! Uchū Kuma-san Tāta Bear & Kikuchiyo-kun (爆発!宇宙クマさんタータ・ベア&菊千代くん)    | Tadashi Satō                                       | 1992     | 1992              |
| 30                      | Baramon no Kazoku (瑪羅門の家族)                                                                 | Akira Miyashita                                    | 1992     | 1993              |
| 31                      | Hareluya (HARELUYA)                                                                              | Haruto Umezawa                                     | 1992     | 1992              |
| 32                      | Bonbonzaka High Drama Club (ボンボン坂高校演劇部)                                                | Yutaka Takahashi                                   | 1992     | 1995              |
| 33                      | Silent Knight Shō (SILENT KNIGHT翔)                                                              | Masami Kurumada                                    | 1992     | 1992              |
| 34                      | Ōzumo Keiji (大相撲刑事)                                                                         | Tarō Gachon                                        | 1992     | 1992              |
| 35                      | Chibi (CHIBI-チビ-)                                                                              | Yoichi Takahashi                                   | 1992     | 1993              |
| 36                      | Kyūkyoku!! Hentai Kamen (究極!!変態仮面)                                                         | Keishū Ando                                        | 1992     | 1993              |
| 37                      | BØY (BØY -ボーイ-)                                                                               | Haruto Umezawa                                     | 1992     | 1999              |
| 38                      | Psycho+ (PSYCHO＋)                                                                               | Ryu Fujisaki                                       | 1992     | 1993              |
| 39                      | Rikito Densetsu -Oni wo Tsugu Mono- (力人伝説 -鬼を継ぐ者-)                                      | Masaru Miyazaki/Takeshi Obata                      | 1992     | 1993              |
| Serie rozpoczęte w 1993 |                                                                                                  |                                                    |          |                   |
| 40                      | Faiasuno no Kaze (ファイアスノーの風)                                                            | Hidetoshi Sugine (jako Hideaki Matsune)            | 1993     | 1993              |
| 41                      | Genshoku Chōjin Paintman (原色超人PAINTMAN)                                                      | Fumihiko Ōta                                       | 1993     | 1993              |
| 42                      | Vice (VICE -ヴァイス-)                                                                           | Yoshihiro Yanagawa                                 | 1993     | 1993              |
| 43                      | Ninku (NINKU -忍空-)                                                                             | Koji Kiriyama                                      | 1993     | 1994              |
| 44                      | Komorebi no Moto de... (こもれ陽の下で…)                                                         | Tsukasa Hojo                                       | 1993     | 1994              |
| 45                      | Tottemo! Luckyman (とっても!ラッキーマン)                                                        | Hiroshi Gamō                                       | 1993     | 1997              |
| 46                      | D·N·A² ~Dokokade Nakushita Aitsuno Aitsu~ (D・N・A² 〜何処かで失くしたあいつのアイツ〜)          | Masakazu Katsura                                   | 1993     | 1994              |
| 47                      | Jigoku Sensei Nūbē (地獄先生ぬ～べ～)                                                            | Makura Shou/Takeshi Okano                          | 1993     | 1999              |
| 48                      | Neural Network Melinda♡Fight (ニューラル ネットワーク ミリンダ♡ファイト)                         | Tadashi Satō                                       | 1993     | 1994              |
| 49                      | Chōdokyū Senshi Justice (超弩級戦士ジャスティス)                                                 | Kazutoshi Yamane                                   | 1993     | 1994              |
| Serie rozpoczęte w 1994 |                                                                                                  |                                                    |          |                   |
| 50                      | Kurayami wo Buttobase! (暗闇をぶっとばせ!)                                                       | Hiroyuki Miyazaki/Shinji Imaizumi                  | 1994     | 1994              |
| 51                      | Bomber Girl (BOMBER GIRL)                                                                        | Makoto Niwano                                      | 1994     | 1994              |
| 52                      | Suizan Police Gang (翠山ポリスギャング)                                                          | Shinobu Kaitani                                    | 1994     | 1994              |
| 53                      | Jigoku Senshi Maō (地獄戦士魔王)                                                                 | Makoto Karibe                                      | 1994     | 1994              |
| 54                      | Kagemusha Tokugawa Ieyasu (影武者徳川家康)                                                       | Keniichirō Ryū/Tetsuo Hara/Sho Aikawa              | 1994     | 1995              |
| 55                      | Ousama wa Roba ~Hattari Teikoku no Gyakushū~ (王様はロバ〜はったり帝国の逆襲〜)                  | Kokichi Naniwa                                     | 1994     | 1996              |
| 56                      | Captain Tsubasa: Principe Del Sole/World Youth Saga (キャプテン翼 太陽王子編/-ワールドユース編-) | Yoichi Takahashi                                   | 1994     | 1997              |
| 57                      | Rurōni Kenshin -Meiji Kenkaku Romantic- (るろうに剣心 -明治剣客浪漫譚-)                          | Nobuhiro Watsuki                                   | 1994     | 1999              |
| 58                      | Manyūki ~Babā to Awarenage Boku-tachi~ (まんゆうき ～ばばあとあわれなげぼくたち～)               | Man☆gataro                                         | 1994     | 1994              |
| 59                      | Fushigi Dōkitan (不可思議堂奇譚)                                                                 | Koichi Endo                                        | 1994     | 1994              |
| 60                      | Urutora★Eleven (うるとら★イレブン)                                                               | Tetsuya Watanabe/Tenya Gano                        | 1994     | 1994              |
| 61                      | Yatsu no Na wa Maria (奴の名はMARIA)                                                             | Munenori Michimoto                                 | 1994     | 1994              |
| 62                      | Tokyo Hanzai Monogatari -Bosatsu to Fudō- (東京犯罪物語 -菩薩と不動-)                            | Makoto Iwasaki/Ryūji Tsugihara                     | 1994     | 1994              |
| 63                      | Bakudan (BAKUDAN)                                                                                | Akira Miyashita                                    | 1994     | 1995              |
| 64                      | Rash!! (RASH!!)                                                                                  | Tsukasa Hojo                                       | 1994     | 1995              |
| 65                      | Midori no Makibao (みどりのマキバオー)                                                           | Tsunomaru                                          | 1994     | 1998              |
| 66                      | Ninku Second Stage (NINKU -忍空- SECOND STAGE)                                                   | Koji Kiriyama                                      | 1994     | 1995              |
| 67                      | Mind Assassin (MIND ASSASSIN)                                                                    | Hajime Kazu                                        | 1994     | 1995              |

### 1995-1999
| Lp.                     | Nazwa serii                                                                                | Autor                                              | Premiera | Zakończenie serii |
| ----------------------- | ------------------------------------------------------------------------------------------ | -------------------------------------------------- | -------- | ----------------- |
| Serie rozpoczęte w 1995 |                                                                                            |                                                    |          |                   |
| 1                       | Hisoka♥Returns! (密♥リターンズ!)                                                           | Ken Yagami                                         | 1995     | 1996              |
| 2                       | Jinnai Ryūjujutsu Butōden Majima-kun Suttobasu!! (陣内流柔術武闘伝 真島クンすっとばす!!)   | Makoto Niwano                                      | 1995     | 1998              |
| 3                       | Genki Yade (元気やでっ)                                                                    | Mamoru Tsuchiya/Ryūji Tsugihara/Junji Yamamoto     | 1995     | 1995              |
| 4                       | Takiryū Hoshi (猛き龍星)                                                                   | Tetsuo Hara                                        | 1995     | 1995              |
| 5                       | Karakurizoshi Ayatsuri Sakon (人形草紙あやつり左近)                                        | Sharaku Marō/Takeshi Obata                         | 1995     | 1996              |
| 6                       | Ryūdō no Sieg (竜童のシグ)                                                                 | Takashi Noguchi                                    | 1995     | 1995              |
| 7                       | Shadow Lady (SHADOW LADY)                                                                  | Masakazu Katsura                                   | 1995     | 1996              |
| 8                       | Mōtōru Commando Guy (モートゥルコマンドーGUY)                                              | Shinichi Sakamoto                                  | 1995     | 1995              |
| 9                       | Hoshi wo Tsugu Mono (惑星をつぐ者)                                                         | Takanobu Toda                                      | 1995     | 1995              |
| 10                      | Level E (レベルE)                                                                          | Yoshihiro Togashi                                  | 1995     | 1997              |
| 11                      | Mizu no Tomodachi Kappaman (水のともだちカッパーマン)                                      | Masaya Tokuhiro                                    | 1995     | 1996              |
| 12                      | Kaosu Kansōya (かおす寒鰤屋)                                                               | Ton Ōkawara                                        | 1995     | 1996              |
| 13                      | Sexy Commando Gaiden: Sugoiyo! Masaru-san (セクシーコマンドー外伝 すごいよ!!マサルさん)    | Kyosuke Usuta                                      | 1995     | 1997              |
| Serie rozpoczęte w 1996 |                                                                                            |                                                    |          |                   |
| 14                      | Wild Half (WILD HALF)                                                                      | Yūko Asami                                         | 1996     | 1998              |
| 15                      | Oni ga Kitarite (鬼が来たりて)                                                             | Gin Shinga                                         | 1996     | 1996              |
| 16                      | Makuhari (幕張)                                                                            | Yasuaki Kita                                       | 1996     | 1997              |
| 17                      | Jinkōen-dan Shinshiroku (神光援団紳士録)                                                   | Yasuteru Iwada                                     | 1996     | 1996              |
| 18                      | Diamond (ダイヤモンド)                                                                     | Yoshihiro Yanagawa                                 | 1996     | 1996              |
| 19                      | K.O. Masatome (K.O.マサトメ)                                                               | Shinnosuke Enda                                    | 1996     | 1996              |
| 20                      | Hōshin Engi (封神演義)                                                                     | Ryu Fujisaki                                       | 1996     | 2000              |
| 21                      | Doruhira (ドルヒラ)                                                                        | Yukihiro Inoue                                     | 1996     | 1996              |
| 22                      | Shinri Sōsakan Kusagiki (心理捜査官 草薙葵)                                                | Keiichirō Nakamaru/Mori Takashimi/Kaoru Tsugishima | 1996     | 1997              |
| 23                      | Yu-Gi-Oh! (遊☆戯☆王)                                                                       | Kazuki Takahashi                                   | 1996     | 2004              |
| 24                      | Majojō ViVian (魔女娘ViVian)                                                               | Yukata Takahashi                                   | 1996     | 1997              |
| 25                      | Be Takuto!! ~Yaban Nare~ (BE TAKUTO!! ～野蛮なれ～)                                        | Takashi Noguchi                                    | 1996     | 1997              |
| Serie rozpoczęte w 1997 |                                                                                            |                                                    |          |                   |
| 26                      | Bastard!! -Ankoku no Hakaishin- (Corrupt Law Arc) (BASTARD!! -暗黒の破壊神-（背徳の掟編）) | Kazushi Hagiwara                                   | 1997     | 2000              |
| 27                      | Watashi no Kaeru-sama (私のカエル様)                                                       | Yūki Nakajima                                      | 1997     | 1997              |
| 28                      | Hanasaka Tenshi Tenten-kun (花さか天使テンテンくん)                                        | Kazumata Oguri                                     | 1997     | 2000              |
| 29                      | Butsu Zone (仏ゾーン)                                                                      | Hiroyuki Takei                                     | 1997     | 1997              |
| 30                      | I"s (I”S＜アイズ＞)                                                                        | Masakazu Katsura                                   | 1997     | 2000              |
| 31                      | Wrestling With Momoko (Wrestling with もも子)                                              | Masaya Tokuhiro                                    | 1997     | 1997              |
| 32                      | Merry Wind (Merry Wind)                                                                    | Junji Yamamoto                                     | 1997     | 1997              |
| 33                      | Joka JOKER (女娲JOKER)                                                                     | Kazutoshi Yamane                                   | 1997     | 1997              |
| 34                      | Seikimatsu Leader-den Takeshi! (世紀末リーダー伝たけし!)                                   | Mitsutoshi Shimabukuro                             | 1997     | 2002              |
| 35                      | One Piece (ONE PIECE)                                                                      | Eiichirō Oda                                       | 1997     | Wydawana          |
| 36                      | Cool -Rental Body Guard- (COOL - RENTAL BODY GUARD -)                                      | Takeshi Konomi                                     | 1997     | 1998              |
| 37                      | Kirin ~The Last Unicorn~ (きりん ～The Last Unicorn～)                                     | Ken Yagami                                         | 1997     | 1998              |
| 38                      | Cowa! (COWA!)                                                                              | Akira Toriyama                                     | 1997     | 1998              |
| 39                      | Meiryotei Gotoseijuro (明稜帝 梧桐勢十郎)                                                  | Hajime Kazu                                        | 1997     | 1999              |
| Serie rozpoczęte w 1998 |                                                                                            |                                                    |          |                   |
| 40                      | Ei-Row (画-ROW)                                                                            | Shōji Mizumoto                                     | 1998     | 1998              |
| 41                      | Rookies (ROOKIES)                                                                          | Masanori Morita                                    | 1998     | 2003              |
| 42                      | Shōnen Tantei Q (少年探偵Q)                                                                | Enjin/Gin Shinga                                   | 1998     | 1998              |
| 43                      | Kappa Revolution (河童レボリューション)                                                    | Ishitori Yoshiyamate                               | 1998     | 1998              |
| 44                      | Whistle! (ホイッスル!)                                                                     | Daisuke Higuchi                                    | 1998     | 2003              |
| 45                      | Hunter × Hunter (HUNTER×HUNTER)                                                            | Yoshihiro Togashi                                  | 1998     | Wydawana          |
| 46                      | Shaman King (シャーマンキング)                                                             | Hiroyuki Takei                                     | 1998     | 2004              |
| 47                      | Kajika (カジカ)                                                                            | Akira Toriyama                                     | 1998     | 1998              |
| 48                      | Base Boys (Base Boys)                                                                      | Makoto Niwano                                      | 1998     | 1998              |
| 49                      | Boku wa Shōnen Tantei Dan♪♪ (僕は少年探偵ダン♪♪)                                           | Hiroshi Gamō                                       | 1998     | 1999              |
| 50                      | Rising Impact (ライジングインパクト)                                                       | Nakaba Suzuki                                      | 1998     | 2002              |
| Serie rozpoczęte w 1999 |                                                                                            |                                                    |          |                   |
| 51                      | Shinkaigyo (SHINKAIGYO)                                                                    | Kanako Tanaka                                      | 1999     | 1999              |
| 52                      | Hikaru no go (ヒカルの碁)                                                                  | Yumi Hotta/Takeshi Obata/Yukari Umezawa            | 1999     | 2003              |
| 53                      | Yamato Gensōki (邪馬台幻想記)                                                              | Kentaro Yabuki                                     | 1999     | 1999              |
| 54                      | Shūkyū-den: Field no Ookami FW Jin (-蹴球伝- フィールドの狼FW陣)                           | Yoichi Takahashi                                   | 1999     | 1999              |
| 55                      | Daisuō -Dice King- (大好王 -ダイスキング-)                                                 | Munenori Michimoto                                 | 1999     | 1999              |
| 56                      | Bushizawa Receive (武士沢レシーブ)                                                         | Kyosuke Usuta                                      | 1999     | 1999              |
| 57                      | Mahhaheddo (マッハヘッド)                                                                  | Hidebu Takahashi                                   | 1999     | 1999              |
| 58                      | Neko Majin (ネコマジン)                                                                    | Akira Toriyama                                     | 1999     | 2000              |
| 59                      | Survibee (サバイビー)                                                                      | Tsunomaru                                          | 1999     | 1999              |
| 60                      | Tennis no ōjisama (テニスの王子様)                                                         | Takeshi Konomi                                     | 1999     | 2008              |
| 61                      | Childragon (CHILDRAGON)                                                                    | Naoki Azuma (jako Keishin Azuma)                   | 1999     | 1999              |
| 62                      | ZombiePowder. (ZOMBIEPOWDER.)                                                              | Tite Kubo                                          | 1999     | 2000              |
| 63                      | Naruto (NARUTO―ナルト―)                                                                    | Masashi Kishimoto                                  | 1999     | 2014              |
| 64                      | Romancers (Romancers)                                                                      | Yūko Asami                                         | 1999     | 2000              |

## 2000

### 2000-2004
| Lp.                     | Nazwa serii                                                                   | Autor                              | Premiera | Zakończenie serii |
| ----------------------- | ----------------------------------------------------------------------------- | ---------------------------------- | -------- | ----------------- |
| Serie rozpoczęte w 2000 |                                                                               |                                    |          |                   |
| 1                       | Bremen (無頼男 -ブレーメン-)                                                  | Haruto Umezawa                     | 2000     | 2001              |
| 2                       | Tsurikkīzu Pintarō (ツリッキーズピン太郎)                                     | Makura Shou/Takeshi Okano          | 2000     | 2000              |
| 3                       | Sand Land (SAND LAND)                                                         | Akira Toriyama                     | 2000     | 2001              |
| 4                       | Normandy Secret Club (ノルマンディーひみつ倶楽部)                             | Mikio Itou                         | 2000     | 2001              |
| 5                       | Black Cat (BLACK CAT)                                                         | Kentaro Yabuki                     | 2000     | 2004              |
| 6                       | Kaiser Spike (カイゼルスパイク)                                               | Yusuke Takeyama                    | 2000     | 2000              |
| 7                       | Rocket de Tsukinukero! (ロケットでつきぬけろ！)                               | Yuki                               | 2000     | 2000              |
| 8                       | Pyū to Fuku! Jaguar (ピューと吹く！ジャガー)                                  | Kyosuke Usuta                      | 2000     | 2010              |
| 9                       | Junjō Pine (純情パイン)                                                       | Namie Odama                        | 2000     | 2001              |
| 10                      | Lilim Kiss (りりむキッス)                                                     | Mizuki Kawashita                   | 2000     | 2001              |
| 11                      | Bakabakashino! (バカバカしいの!)                                              | Hiroshi Gamō (jako Hiroshino Gamō) | 2000     | 2001              |
| Serie rozpoczęte w 2001 |                                                                               |                                    |          |                   |
| 12                      | Gun Blaze West (GUN BLAZE WEST)                                               | Nobuhiro Watsuki                   | 2001     | 2001              |
| 13                      | Jūshin Ikaritorajiro (重臣 猪狩虎次郎)                                        | Tsunomaru                          | 2001     | 2001              |
| 14                      | Bobobō-bo Bō-bobo (ボボボーボ・ボーボボ)                                      | Yoshio Sawai                       | 2001     | 2005              |
| 15                      | Mr. Fullswing (Mr.FULLSWING)                                                  | Shinya Suzuki                      | 2001     | 2006              |
| 16                      | Karasuman (鴉MAN)                                                             | Hajime Kazu                        | 2001     | 2001              |
| 17                      | Magician² (魔術師²)                                                           | Takeshi Okano                      | 2001     | 2001              |
| 18                      | Bleach (BLEACH)                                                               | Tite Kubo                          | 2001     | 2016              |
| 19                      | I'm a Faker! (I'm A Faker！)                                                  | Kazuya Yamamoto                    | 2001     | 2001              |
| 20                      | Grand Vacan (グラン・バガン)                                                  | Kazushige Yamada                   | 2001     | 2002              |
| 21                      | Mononoke! Nyantarō (もののけ!にゃんタロー)                                    | Kazumata Oguri                     | 2001     | 2002              |
| 22                      | Sowaka (ソワカ)                                                               | Naoki Azuma                        | 2001     | 2002              |
| Serie rozpoczęte w 2002 |                                                                               |                                    |          |                   |
| 23                      | Sakuratetsu Taiwahen (サクラテツ対話篇)                                       | Ryu Fujisaki                       | 2002     | 2002              |
| 24                      | Akkera Kanjinchō (あっけら貫刃帖)                                             | Yuki Kobayashi                     | 2002     | 2002              |
| 25                      | Ichigo 100% (いちご100%)                                                      | Mizuki Kawashita                   | 2002     | 2005              |
| 26                      | Shōnen Espa Nejime (少年エスパーねじめ)                                       | Namie Odama                        | 2002     | 2002              |
| 27                      | Pretty Face (プリティフェイス)                                                | Yasuhiro Kano                      | 2002     | 2003              |
| 28                      | Number 10 (NUMBER10)                                                          | Yuki                               | 2002     | 2002              |
| 29                      | Eyeshield 21 (アイシールド21)                                                 | Riichiro Inagaki/Yusuke Murata     | 2002     | 2009              |
| 30                      | Sword Breaker (SWORD BREAKER)                                                 | Haruto Umezawa                     | 2002     | 2002              |
| 31                      | A•O•N (A・O・N)                                                               | Munenori Michimoto                 | 2002     | 2003              |
| 32                      | Ultra Red (Ultra Red)                                                         | Nakaba Suzuki                      | 2002     | 2003              |
| Serie rozpoczęte w 2003 |                                                                               |                                    |          |                   |
| 33                      | Granada -Kyūkoku Kagaku Tankentai- (グラナダ -究極科学探検隊-)                | Mikio Itou                         | 2003     | 2003              |
| 34                      | Tattoo Hearts (TATTOO HEARTS)                                                 | Osamu Kajisa                       | 2003     | 2003              |
| 35                      | Yamikami Kou ~Kurayami ni Dokkiri!~ (闇神コウ〜暗闇にドッキリ！〜)            | Kimiya Kaji                        | 2003     | 2003              |
| 36                      | Santa! (★SANTA!★)                                                             | Kengo Kurando                      | 2003     | 2003              |
| 37                      | Kicks Megamix (キックス メガミックス)                                         | Masayuki Kichikawa                 | 2003     | 2003              |
| 38                      | Gocchan desu!! (ごっちゃんです！！)                                           | Tsunomaru                          | 2003     | 2004              |
| 39                      | Busō Renkin (武装錬金)                                                        | Nobuhiro Watsuki                   | 2003     | 2005              |
| 40                      | Kanagawa Isonan Fūtengumi (神奈川磯南風天組)                                  | Hajime Kazu                        | 2003     | 2003              |
| 41                      | Sengoku Rappaden Sasori (戦国乱破伝サソリ)                                    | Tōru Uchimizu                      | 2003     | 2003              |
| 42                      | Salabreddo to Yobanai de (サラブレッドと呼ばないで)                           | Takayo Hasegawa/Kouhei Fujino      | 2003     | 2004              |
| 43                      | Kannade (神撫手)                                                              | Takeo Horibe                       | 2003     | 2004              |
| Serie rozpoczęte w 2004 |                                                                               |                                    |          |                   |
| 44                      | Death Note (DEATH NOTE)                                                       | Tsugumi Ōba/Takeshi Obata          | 2004     | 2006              |
| 45                      | Gintama (銀魂-ぎんたま-)                                                      | Hideaki Sorachi                    | 2004     | Wydawana          |
| 46                      | Live (LIVE)                                                                   | Haruto Umezawa                     | 2004     | 2004              |
| 47                      | Steel Ball Run (STEEL BALL RUN)                                               | Hirohiko Araki                     | 2004     | 2004              |
| 48                      | Gedo the Unidentified Mysterious Boy (未確認少年ゲドー)                       | Takeshi Okano                      | 2004     | 2005              |
| 49                      | Muteki Tetsuhime Spin-chan (無敵鉄姫スピンちゃん)                             | Amon Dai                           | 2004     | 2004              |
| 50                      | Shōnen Guardian (少年守護神)                                                  | Naoki Azuma                        | 2004     | 2004              |
| 51                      | Katekyō Hitman Reborn! (家庭教師ヒットマンREBORN！)                           | Akira Amano                        | 2004     | #50, 2012         |
| 52                      | D.Gray-man (D.Gray-man)                                                       | Katsura Hoshino                    | 2004     | 2009              |
| 53                      | Chijō Saisoku Seishun Takkyu Pūyan (地上最速青春卓球少年ぷーやん)             | Kenichi Kiriki                     | 2004     | 2004              |
| 54                      | Waq-Waq (WāqWāqワークワーク)                                                  | Ryu Fujisaki                       | 2004     | 2005              |
| 55                      | Muhyo to Rōjī no Mahōritsu Sōdan Jimusho (ムヒョとロージーの魔法律相談事務所) | Yoshiyuki Nishi                    | 2004     | 2008              |

### 2005-2009
| Lp.                     | Nazwa serii                                                                         | Autor                          | Premiera                | Zakończenie serii       |
| Serie rozpoczęte w 2005 | Serie rozpoczęte w 2005                                                             | Serie rozpoczęte w 2005        | Serie rozpoczęte w 2005 | Serie rozpoczęte w 2005 |
| ----------------------- | ----------------------------------------------------------------------------------- | ------------------------------ | ----------------------- | ----------------------- |
| 1                       | Yūto (ユート\)                                                                      | Yumi Hotta/Kei Kawano          | #11, 2005               | #32, 2005               |
| 2                       | Majin Tantei Nōgami Neuro (魔人探偵脳噛ネウロ)                                      | Yūsei Matsui                   | #12, 2005               | #21, 2009               |
| 3                       | Kain (カイン)                                                                       | Tōru Uchimizu                  | 2005                    | 2005                    |
| 4                       | Takaya -Senbu Gakuen Gekitōden- (タカヤ -閃武学園激闘伝-)                           | Yūjirō Sakamoto                | #25, 2005               | #26, 2006               |
| 5                       | Kirihōshi (切法師)                                                                  | Yūki Nakajima                  | #26, 2005               | #44, 2005               |
| 6                       | Mieru Hito (みえるひと)                                                             | Toshiaki Iwashiro              | #33, 2005               | #42, 2006               |
| 7                       | Taizo Moteō Sāga (太臓もて王サーガ)                                                 | Amon Dai                       | #34, 2005               | #24, 2007               |
| 8                       | Beshari Kurashi (べしゃり暮らし)                                                    | Masanori Morita                | #44, 2005               | #30, 2006               |
| 9                       | Ōdorobō Poruta (大泥棒ポルタ)                                                       | Kazuki Kitashima               | #45, 2005               | #9, 2006                |
| Serie rozpoczęte w 2006 |                                                                                     |                                |                         |                         |
| 10                      | Bobobo-bo Bo-bobo (jap. 真説ボボボーボ・ボーボボ)                                   | Yoshio Sawai                   | 2006                    | 2007                    |
| 11                      | Tsugihagi Hyōryūsakka (ツギハギ漂流作家)                                            | Kōhei Nishi                    | 2006                    | 2006                    |
| 12                      | Maison Du Penguin (メゾン・ド・ペンギン)                                            | Kōji Ōishi                     | 2006                    | 2007                    |
| 13                      | Takaya -Yoake no Enjinō- (タカヤ -夜明けの炎刃王-)                                  | Yūjirō Sakamoto                | 2006                    | 2006                    |
| 14                      | Nazo no Murasame-kun (謎の村雨くん)                                                 | Mikio Itō                      | 2006                    | 2006                    |
| 15                      | To Love-Ru (To LOVEる -とらぶる-)                                                   | Saki Hasemi/Kentaro Yabuki     | 2006                    | #40, 2009               |
| 16                      | Mx0 (エム×ゼロ)                                                                     | Yasuhiro Kano                  | 2006                    | #25, 2008               |
| 17                      | Over Time (OVER TIME)                                                               | Yōichi Amano                   | 2006                    | 2006                    |
| 18                      | Zan (斬)                                                                            | Naoya Sugita                   | 2006                    | 2006                    |
| 19                      | P2! -Let's Play Pingpong!- (P2! - let's Play Pingpong! -)                           | Tatsuma Ejiri                  | 2006                    | 2007                    |
| 20                      | Hand's (HAND'S -ハンズ-)                                                            | Yūichi Itakura                 | 2006                    | 2007                    |
| Serie rozpoczęte w 2007 |                                                                                     |                                |                         |                         |
| 21                      | Blue Dragon RalΩGrad (BLUE DRAGON ラルΩグラド)                                      | Tsuneo Takano/Takeshi Obata    | 2007                    | 2007                    |
| 22                      | Corrector M&Y (神力契約者M&Y)                                                       | Akira Akatsuki                 | 2007                    | 2007                    |
| 23                      | Junbor Balutronica (重機人間ユンボル)                                               | Hiroyuki Takei                 | 2007                    | 2007                    |
| 24                      | Samurai Usagi (サムライうさぎ)                                                      | Teppei Fukushima               | 2007                    | #33, 2008               |
| 25                      | Volleyball Tsukai Godago (バレーボール使い 郷田豪)                                  | Ichiro Takahashi               | 2007                    | 2007                    |
| 26                      | Boku no Watashi no Yusha Gaku (ぼくのわたしの勇者学)                                | Shuichi Aso                    | 2007                    | #35, 2008               |
| 27                      | Hitomi no Catoblepas (瞳のカトブレパス)                                             | Yasuki Tanaka                  | 2007                    | 2007                    |
| 28                      | Belmonde Le VisiteuR (ベルモンド Le VisiteuR)                                       | Shōei Ishioka                  | 2007                    | 2007                    |
| 29                      | Sket Dance (SKET DANCE)                                                             | Kenta Shinohara                | 2007                    | #32, 2013               |
| 30                      | Hatsukoi Limited (初恋限定。)                                                       | Mizuki Kawashita               | 2007                    | #26, 2008               |
| Serie rozpoczęte w 2008 |                                                                                     |                                |                         |                         |
| 31                      | Psyren (PSYREN -サイレン-)                                                          | Toshiaki Iwashiro              | #1, 2008                | #52, 2010               |
| 32                      | K.O. Sen (K.O.SEN)                                                                  | Katsutoshi Murase              | #2, 2008                | #15, 2008               |
| 33                      | Muddy (MUDDY)                                                                       | Ai Matsumoto (jako Shō Aimoto) | #3, 2008                | #16, 2008               |
| 34                      | Shiritsu Poseidon Gakuen Kōtōbu (私立ポセイドン学園高等部)                          | Shinichirō Ōe                  | #4-5, 2008              | #24, 2008               |
| 35                      | Nurarihyon no mago (jap. ぬらりひょんの孫)                                          | Hiroshi Shībashi               | #15, 2008               | #30, 2012               |
| 36                      | Bari Haken (バリハケン)                                                             | Shinya Suzuki                  | #16, 2008               | #52, 2008               |
| 37                      | Double Arts (ダブルアーツ)                                                          | Komi Naoshi                    | #17, 2008               | #41, 2008               |
| 38                      | Toriko (トリコ)                                                                     | Mitsutoshi Shimabukuro         | #25, 2008               | #51, 2016               |
| 39                      | Dogashi Kaden! (どがしかでん！)                                                     | Kosuke Hamada                  | #27, 2008               | #40, 2008               |
| 40                      | Bakuman (jap. バクマン。)                                                           | Tsugumi Ōba/Takeshi Obata      | #37-38, 2008            | #21-22, 2012            |
| 41                      | Inumaru Dashi (いぬまるだしっ)                                                      | Kōji Ōishi                     | #39, 2008               | #27, 2012               |
| 42                      | Chagecha (チャゲチャ)                                                               | Yoshio Sawai                   | #42, 2008               | #49, 2008               |
| 43                      | Asklepios (アスクレピオス)                                                          | Tōru Uchimizu                  | #43, 2008               | #11, 2009               |
| Serie rozpoczęte w 2009 |                                                                                     |                                |                         |                         |
| 44                      | Meister (マイスター)                                                                | Kaji Kimiya                    | #1, 2009                | #12, 2009               |
| 45                      | Kuroko’s Basket (jap. 黒子のバスケ)                                                 | Tadatoshi Fujimaki             | #2, 2009                | #40, 2014               |
| 46                      | Bokke-san (ぼっけさん)                                                              | Yoshiyuki Nishi                | #3, 2009                | #22-23, 2009            |
| 47                      | Beelzebub (べるぜバブ)                                                              | Tamura Ryuuhei                 | #13, 2009               | #13, 2014               |
| 48                      | Hoopmen (フープメン)                                                                | Kawaguchi Yukinori             | #14, 2009               | #31, 2009               |
| 49                      | Medaka Box (めだかボックス)                                                         | Nisio Isin, Akira Akatsuki     | #24, 2009               | #22-23, 2013            |
| 50                      | Akaboshi - Ibun Suikoden (AKABOSHI -異聞水滸伝-)                                    | Yōichi Amano                   | #25, 2009               | #49, 2009               |
| 51                      | Ane Doki (あねどきっ)                                                               | Mizuki Kawashita               | #32, 2009               | #7, 2010                |
| 52                      | Kagijin (鍵人-カギジン-)                                                            | Yasuki Tanaka                  | #33, 2009               | #50, 2009               |
| 53                      | Wasshoi! Waji Mania (わっしょい! わじマニア)                                        | Satoshi Wajima                 | #34, 2009               | #51, 2009               |
| 54                      | Hokenshitsu no Shinigami (保健室の死神)                                             | Syou Aimoto                    | #41, 2009               | #29, 2011               |
| 55                      | Super Dog Rilienthal (賢い犬リリエンタール)                                         | Daisuke Ashihara               | #42, 2009               | #23, 2010               |
| 56                      | Nekowappa! (ねこわっぱ！)                                                           | Naoya Matsumoto                | #50, 2009               | #11, 2010               |
| 57                      | Shinseiki Idol Densetsu Kanata Seven Change (新世紀アイドル伝説 彼方セブンチェンジ) | Shuuichi Asou                  | #51, 2009               | #12, 2010               |

## 2010

### 2010-2014
| Lp.                     | Nazwa serii                                                                               | Autor                                   | Premiera                | Zakończenie serii                                                         |
| Serie rozpoczęte w 2010 | Serie rozpoczęte w 2010                                                                   | Serie rozpoczęte w 2010                 | Serie rozpoczęte w 2010 | Serie rozpoczęte w 2010                                                   |
| ----------------------- | ----------------------------------------------------------------------------------------- | --------------------------------------- | ----------------------- | ------------------------------------------------------------------------- |
| 1                       | Lock On! (ロックオン!)                                                                    | Kenta Tsuchida                          | #12, 2010               | #30, 2010                                                                 |
| 2                       | Kiben Gakuha, Yotsuya-senpai no Kaidan (詭弁学派、四ツ谷先輩の怪談)                       | Haruichi Furudate                       | #13, 2010               | #31, 2010                                                                 |
| 3                       | Metallica Metalluca (メタリカ·メタルカ)                                                   | Teruaki Mizuno                          | #24, 2010               | #41, 2010                                                                 |
| 4                       | Shōnen Shikku (少年疾駆)                                                                  | Yūto Tsukuda                            | #25, 2010               | #40, 2010                                                                 |
| 5                       | SWOT (スウォット)                                                                         | Naoya Sugita                            | #31, 2010               | #51, 2010                                                                 |
| 6                       | Ōmagadoki Dōbutsuen (逢魔ヶ刻動物園)                                                      | Kouhei Horikoshi                        | #32, 2010               | #19, 2011                                                                 |
| 7                       | Әnígmә (エニグマ)                                                                         | Kenji Sakaki                            | #41, 2010               | #47, 2011                                                                 |
| 8                       | Light Wing (ライトウィング)                                                               | Hideo Shinkai                           | #42, 2010               | #12, 2011                                                                 |
| Serie rozpoczęte w 2011 |                                                                                           |                                         |                         |                                                                           |
| 9                       | Dois Sol (ドイソル)                                                                       | Katsutoshi Murase                       | #11, 2011               | #28, 2011                                                                 |
| 10                      | Meruhen Ōji Grim (メルヘン王子グリム)                                                     | Kizuku Watanabe                         | #12, 2011               | #30, 2011                                                                 |
| 11                      | Magico (マジコ)                                                                           | Naoki Iwamoto                           | #13, 2011               | #31, 2012                                                                 |
| 12                      | Sengoku Armors (戦国ARMORS)                                                               | Shōta Sakaki                            | #14, 2011               | #31, 2011                                                                 |
| 13                      | Kikai Banashi Hanasaka Ikkyū (奇怪噺 花咲一休)                                            | Kenta Komiyama, Yūya Kawada             | #23, 2011               | #38, 2011                                                                 |
| 14                      | St&rs (ST&RS -スターズ-)                                                                  | Ryōsuke Takeuchi, Masaru Miyokawa       | #30, 2011               | #20, 2012                                                                 |
| 15                      | Kagami no Kuni no Harisugawa (鏡の国の針栖川)                                             | Yasuhiro Kanō                           | #31, 2011               | #11, 2012                                                                 |
| 16                      | Kurogane (クロガネ)                                                                       | Haruto Ikezawa                          | #39, 2011               | #9, 2013                                                                  |
| 17                      | Nisekoi (ニセコイ)                                                                        | Naoshi Komi                             | #48, 2011               | #36-37, 2016                                                              |
| 18                      | Genson! Kodai Seibutsu-shi Pakky (現存!古代生物史パッキー)                                | Retsu                                   | #49, 2011               | #23, 2012                                                                 |
| Serie rozpoczęte w 2012 |                                                                                           |                                         |                         |                                                                           |
| 19                      | Haikyū!! (ハイキュー!!)                                                                   | Haruichi Furudate                       | #12, 2012               | #33-34, 2020                                                              |
| 20                      | Pajama na Kanojo。 (パジャマな彼女。)                                                     | Kōsuke Hamada                           | #13, 2012               | #40, 2012                                                                 |
| 21                      | Koisome Momiji (恋染紅葉)                                                                 | Tsugirō Sakamoto, Tadahiro Miura        | #23, 2012               | #51, 2012                                                                 |
| 22                      | Saiki Kusuo no sai-nan (jap. 斉木楠雄のΨ難)                                               | Shūichi Asō                             | #24, 2012               | #13, 2018                                                                 |
| 23                      | Sensei no Bulge (戦星のバルジ)                                                            | Kōhei Horikoshi                         | #25, 2012               | #41, 2012                                                                 |
| 24                      | Koganeiro (こがねいろ)                                                                    | Takuma Yokota                           | #27, 2012               | #29, 2012                                                                 |
| 25                      | Klasa skrytobójców (jap. 暗殺教室 Ansatsu kyōshitsu)                                      | Yūsei Matsui                            | #31, 2012               | #16, 2016                                                                 |
| 26                      | Takamagahara (タカマガハラ)                                                               | Jūzō Kawai                              | #32, 2012               | #49, 2012                                                                 |
| 27                      | Retsu!!! Date Senpai (烈!!!伊達先パイ)                                                    | Shinsuke Kondō                          | #41, 2012               | #10, 2013                                                                 |
| 28                      | Cross・Manage (クロス・マネジ)                                                            | Kaito                                   | #42, 2012               | #34, 2013                                                                 |
| 29                      | Hungry Joker (ハングリージョーカー)                                                       | Yūki Tabata                             | #50, 2012               | #24, 2013                                                                 |
| 30                      | Shinmai Fukei Kiruko-san (新米婦警キルコさん)                                             | Masahiro Hirakata                       | #51, 2012               | #25, 2013                                                                 |
| 31                      | Kulinarne pojedynki (jap. 食戟のソーマ Shokugeki no Sōma)                                 | Yūto Tsukuda, Shun Saeki, Yuki Morisaki | #52, 2012               | #30, 2019                                                                 |
| Serie rozpoczęte w 2013 |                                                                                           |                                         |                         |                                                                           |
| 32                      | Koisuru Edison (恋するエジソン)                                                           | Kizuku Watanabe                         | #10, 2013               | #35, 2013                                                                 |
| 33                      | World Trigger (ワールドトリガー)                                                          | Daisuke Ashihara                        | #11, 2013               | #52, 2018                                                                 |
| 34                      | Soul Catcher(S) (ソウル キャッチャーズ)                                                   | Hideo Shinkai                           | #24, 2013               | #31, 2014 (przeniesiono i ukończono w Jump Next!!)                        |
| 35                      | Mutō Black (無刀ブラック)                                                                 | Daijirō Nonoue                          | #25, 2013               | #36, 2013                                                                 |
| 36                      | Smoky B.B. (スモーキーB.B.)                                                               | Kenta Komiyama, Yūya Kawada             | #26, 2013               | #41, 2013                                                                 |
| 37                      | Jaco z Galaktycznego Patrolu (jap. 銀河パトロール ジャコ Ginga patorōru jako)             | Akira Toriyama                          | #33, 2013               | #44, 2013                                                                 |
| 38                      | Kurokuroku (クロクロク)                                                                   | Atsushi Nakamura                        | #35, 2013               | #52, 2013                                                                 |
| 39                      | Hime-dol!! (ひめドル!!)                                                                   | Kazurō Kyō                              | #36, 2013               | #52, 2013                                                                 |
| 40                      | Hachi (ハチ)                                                                              | Yoshiyuki Nishi                         | #42, 2013               | #12, 2014                                                                 |
| 41                      | Koi no Cupid Yakenohara Jin (恋のキューピッド 焼野原塵)                                   | Tomohiro Hasegawa                       | #43, 2013               | #12, 2014                                                                 |
| 42                      | Isobe Isobee Monogatari: Ukiyo wa Tsurai yo (jap. 磯部磯兵衛物語～浮世はつらいよ～)       | Ryō Nakama                              | #47, 2013               | #46, 2017                                                                 |
| Serie rozpoczęte w 2014 |                                                                                           |                                         |                         |                                                                           |
| 43                      | Iron Knight (jap. アイアンナイト Aian Naito)                                              | Tomohiro Yagi                           | #1, 2014                | #18, 2014                                                                 |
| 44                      | Illegal Rare (jap. ILLEGAL RARE)                                                          | Hiroshi Shiibashi                       | #11, 2014               | #41, 2014                                                                 |
| 45                      | iShōjo (jap. i・ショウジョ)                                                               | Toshinori Takayama                      | #12, 2014               | #32, 2014 (przeniesiono do Jump LIVE!, potem do ShōnenJump+ jako iShōjo+) |
| 46                      | Stealth Symphony (jap. ステルス交境曲)                                                    | Ryōgo Narita, Yōichi Amano              | #13, 2014               | #33, 2014                                                                 |
| 47                      | Tokyo Wonder Boys (jap. TOKYO WONDER BOYS)                                                | Kento Shimoyama, Tsunehiro Date         | #14, 2014               | #24, 2014                                                                 |
| 48                      | Hinomaru Zumō (jap. 火ノ丸相撲)                                                           | Kawada                                  | #26, 2014               | #34, 2019                                                                 |
| 49                      | My Hero Academia – Akademia bohaterów (jap. 僕のヒーローアカデミア Boku no hīrō akademia) | Kōhei Horikoshi                         | #32, 2014               | Wydawana (stan na 2020.07.30)                                             |
| 50                      | Mitsukubi Condor (jap. 三ツ首コンドル Mitsukubi kondoru)                                  | Ryō Ishiyama                            | #33, 2014               | #49, 2014                                                                 |
| 51                      | Yoakemono (jap. ヨアケモノ)                                                               | Yūsaku Shibata                          | #34, 2014               | #50, 2014                                                                 |
| 52                      | Judos (jap. ジュウドウズ Jūdōzu)                                                          | Shinsuke Kondou                         | #41, 2014               | #8, 2015                                                                  |
| 53                      | Hi-Fi Cluster (jap. ハイファイクラスタ)                                                   | Ippei Gotō                              | #42, 2014               | #9, 2015                                                                  |
| 54                      | Sporting Salt                                                                             | Yûto Kubota                             | #43, 2014               | #10, 2015                                                                 |
| 55                      | Takujō no Ageha (jap. 卓上のアゲハ)                                                       | Itsuki Furuya                           | #51, 2014               | #22-23, 2015                                                              |
| 56                      | E-Robot (jap. E-ROBOT)                                                                    | Ryohei Yamamoto                         | #52, 2014               | #12, 2015                                                                 |

### 2015-2019
| Lp.                     | Nazwa serii | Autor                          | Premiera                | Zakończenie serii                       |
| Serie rozpoczęte w 2015 | Serie rozpoczęte w 2015 | Serie rozpoczęte w 2015        | Serie rozpoczęte w 2015 | Serie rozpoczęte w 2015                 |
| ----------------------- | --- | ------------------------------ | ----------------------- | --------------------------------------- |
| 1                       | Gakkyū hōtei (jap. 学糾法廷) | Nobuaki Enoki, Takeshi Obata   | #1, 2015                | #24, 2015 (przeniesiono do Jump Plus)   |
| 2                       | Kagamigami (jap. カガミガミ) | Toshiaki Iwashiro              | #11, 2015               | #51, 2015                               |
| 3                       | Black Clover (jap. ブラッククローバー)                                                                                                   | Yūki Tabata                    | #12, 2015               | Wydawana (stan na 2020.07.30)           |
| 4                       | Kaizō ningen Roggy (jap. 改造人間ロギイ Kaizō ningen rogii)                                                                              | Yū Miki                        | #13, 2015               | #24, 2015                               |
| 5                       | Ultra Battle Satellite (jap. Ultra Battle Satellite)                                                                                     | Yūsuke Utsumi                  | #14, 2015               | #31, 2015                               |
| 6                       | Naruto: Siódmy Hokage i Księżyc Szkarłatnego Kwiatu (jap. NARUTO -ナルト- 外伝 〜七代目火影と緋色の花つ月〜)                             | Masashi Kishimoto              | #22-23, 2015            | #32, 2015                               |
| 7                       | Sesuji o pin! to ~ kadaka kyōgi dansu-bu e yōkoso ~ (jap. 背すじをピン!と ～鹿高競技ダンス部へようこそ～)                                | Takuma Yokota                  | #24, 2015               | #11, 2017                               |
| 8                       | Lady Justice (jap. レディ・ジャスティス)                                                                                                 | Ken Ogino                      | #25, 2015               | #41, 2015                               |
| 9                       | Devily Man (jap. デビリーマン) | Kentaro Fukuda                 | #26, 2015               | #42, 2015                               |
| 10                      | Best Blue (jap. ベストブルー) | Masahiro Hirakata              | #33, 2015               | #52, 2015                               |
| 11                      | Mononofu (jap. ものの歩) | Haruto Ikezawa                 | #42, 2015               | #34, 2016                               |
| 12                      | Samon-kun wa Summoner (jap. 左門くんはサモナー)                                                                                          | Shun Numa                      | #43, 2015               | #27, 2017                               |
| 13                      | Buddy Strike (jap. バディストライク) | Kaito                          | #51, 2015               | #10, 2016                               |
| Serie rozpoczęte w 2016 | |                                |                         |                                         |
| 14                      | Yuragi-sō no Yūna-san (jap. ゆらぎ荘の幽奈さん)                                                                                          | Tadahiro Miura                 | #10, 2016               | #27, 2020                               |
| 15                      | Kimetsu no yaiba (jap. 鬼滅の刃) | Koyoharu Gotōge                | #11, 2016               | #24, 2020                               |
| 16                      | Boruto: Naruto Next Generations (jap. BORUTO -ボルト- -NARUTO NEXT GENERATIONS- Boruto: Naruto Nekusuto Jenerēshonzu)                    | Mikio Ikemoto, Ukyō Kodachi    | #23, 2016               | #28, 2019 (przeniesiono do V Jump)      |
| 17                      | Takuan to Batsu no Nichijō Enma-chō (jap. たくあんとバツの日常閻魔帳)                                                                    | Kentaro Itani                  | #24, 2016               | #44, 2016                               |
| 18                      | The Promised Neverland (jap. 約束のネバーランド Yakusoku no Nebārando)                                                                   | Kaiu Shirai, Posuka Demizu     | #35, 2016               | #28, 2020                               |
| 19                      | Love Rush! (jap. ラブラッシュ!) | Ryohei Yamamoto                | #38, 2016               | #50, 2016                               |
| 20                      | Red Sprite (jap. レッドスプライト) | Tomohiro Yagi                  | #39, 2016               | #52, 2016                               |
| 21                      | Ibitsu no Amalgam (jap. 歪のアマルガム)                                                                                                  | Ryō Ishiyama                   | #45, 2016               | #12, 2017                               |
| 22                      | Spring Weapon Number One (jap. 青春兵器ナンバーワン)                                                                                     | Tomohiro Hasegawa              | #46, 2016               | #14, 2018                               |
| 23                      | Demon's Plan (jap. デモンズプラン) | Yoshimichi Okamoto             | #51, 2016               | #12, 2017                               |
| 24                      | Ole Golazo (jap. オレゴラッソ) | Takamasa Moue                  | #52, 2016               | #13, 2017                               |
| Serie rozpoczęte w 2017 | |                                |                         |                                         |
| 25                      | Bokutachi wa benkyō ga dekinai (jap. ぼくたちは勉強ができない)                                                                           | Taishi Tsutsui                 | #10, 2017               | Wydawana (stan na 2019.08.05)           |
| 26                      | U19 (jap. U19) | Yūji Kimura                    | #11, 2017               | #28, 2017                               |
| 27                      | Poro no Ryūgakuki (jap. ポロの留学記) | Hitsuji Gondaira               | #12, 2017               | #29, 2017                               |
| 28                      | Harapeko no Marie (jap. 腹ペコのマリー)                                                                                                  | Ryūhei Tamura                  | #13, 2017               | #46, 2017                               |
| 29                      | Dr. Stone (jap. Dr.STONE) | Riichiro Inagaki, Boichi       | #14, 2017               | Wydawana (stan na 2020.07.30)           |
| 30                      | Robot x LaserBeam (jap. ROBOT×LASERBEAM)                                                                                                 | Tadatoshi Fujimaki             | #16, 2017               | #30, 2018                               |
| 31                      | Shūdan! (jap. シューダン!) | Takuma Yokota                  | #28, 2017               | #6, 2018                                |
| 32                      | Cross Account (jap. クロスアカウント) | Tsunehiro Date                 | #29, 2017               | #7, 2018                                |
| 33                      | Tomatoypoo no Lycopene (jap. トマトイプーのリコピン)                                                                                     | Kōji Ōishi                     | #45, 2017               | #26, 2018 (przeniesiono do ShōnenJump+) |
| 34                      | Full Drive (jap. フルドライブ) | Genki Ono                      | #47, 2017               | #12, 2018                               |
| 35                      | Golem Hearts (jap. ゴーレムハーツ) | Gen Ōsuka                      | #48, 2017               | #12, 2018                               |
| Serie rozpoczęte w 2018 | |                                |                         |                                         |
| 36                      | Bozebeats (jap. BOZEBEATS) | Ryōji Hirano                   | #7, 2018                | #20, 2018                               |
| 37                      | Act-Age (jap. アクタージュ act-age) | Tatsuya Matsuki, Shiro Usazaki | #8, 2018                | Wydawana (stan na 2020.07.30)           |
| 38                      | Jujutsu Kaisen (jap. 呪術廻戦) | Gege Akutami                   | #14, 2018               | Wydawana (stan na 2020.07.30)           |
| 39                      | Noah's Notes (jap. ノアズノーツ) | Haruto Ikezawa                 | #15, 2018               | #38, 2018                               |
| 40                      | Ziga (jap. ジガ-ZIGA-) | Rokurō Sano, Kentarō Hidano    | #16, 2018               | #30, 2018                               |
| 41                      | Momiji no Kisetsu (jap. 紅葉の棋節) | Masayoshi Satoshō              | #24, 2018               | #40, 2018                               |
| 42                      | Kimi wo Shinryaku Seyo! (jap. キミを侵略せよ!)                                                                                           | Kazusa Inaoka                  | #25, 2018               | #41, 2018                               |
| 43                      | Sōgō Jikan Jigyō Gaisha Daihyō Torishimariyaku Shachō Senzoku Hisho Tanaka Seiji (jap. 総合時間事業会社 代表取締役社長専属秘書 田中誠司) | Keiji Amatsuka                 | #30, 2018               | #50, 2018                               |
| 44                      | Alice & Taiyo (jap. アリスと太陽 Arisu to Taiyō)                                                                                         | Takahide Totsuno               | #31, 2018               | #51, 2018                               |
| 45                      | Teenage Renaissance! David (jap. 思春期ルネサンス! ダビデ君 Shishunki Runesansu! Dabide-kun)                                             | Yūshin Kuroki                  | #42, 2018               | #26, 2019                               |
| 46                      | Jimoto ga Japan (jap. ジモトがジャパン)                                                                                                  | Seiji Hayashi                  | #42, 2018               | #26, 2019 (przeniesiono do Saikyō Jump) |
| Serie rozpoczęte w 2019 | |                                |                         |                                         |
| 47                      | Chainsaw Man (jap. チェンソーマン) | Tatsuki Fujimoto               | #1, 2019                | Wydawana (stan na 2020.07.30)           |
| 48                      | ne0;lation (jap. ne0;lation Neoreishon)                                                                                                  | Tomohide Hirao, Mizuki Yoda    | #2, 2019                | #22-23, 2019                            |
| 49                      | Hell Warden Higuma (jap. 獄丁ヒグマ Gokutei Higuma)                                                                                      | Natsuki Hokami                 | #3, 2019                | #24, 2019                               |
| 50                      | The Last Saiyuki (jap. 最後の西遊記 Saigo no Saiyūki)                                                                                    | Daijirō Nonoue                 | #14, 2019               | #38, 2019                               |
| 51                      | Yui Kamio Lets Loose (jap. 神緒ゆいは髪を結い Kamio Yui wa Kami wo Yui)                                                                  | Hiroshi Shiibashi              | #15, 2019               | #52, 2020                               |
| 52                      | Samurai 8: The Tale of Hachimaru (jap. サムライ8 八丸伝 Samurai Eito: Hachimaruden)                                                      | Masashi Kishimoto, Akira Okubo | #24, 2019               | #17, 2020                               |
| 53                      | Double Taisei (jap. ふたりの太星 Futari no Taisei)                                                                                       | Kentaro Fukuda                 | #25, 2019               | #52, 2020                               |
| 54                      | Beast Children (jap. ビーストチルドレン)                                                                                                 | Kento Terasaka                 | #26, 2019               | #1, 2020                                |
| 55                      | Tokyo Shinobi Squad (jap. トーキョー忍スクワッド)                                                                                        | Yuki Tanaka, Kento Matsuura    | #27, 2019               | #2, 2020                                |
| 56                      | Mission: Yozakura Family (jap. 夜桜さんちの大作戦, Yozakura-san Chi no Daisakusen)                                                       | Hitsuji Gondaira               | #39, 2019               | Wydawana (stan na 2020.07.30)           |
| 57                      | Mitama Security: Spirit Busters (jap. ミタマセキュ霊ティ, Mitama Sekyureti)                                                              | Tsurun Hatomune                | #40, 2019               | Wydawana (stan na 2020.07.30)           |
| 58                      | Dr. Stone Reboot: Byakuya (jap. Dr.STONE reboot:百夜, Dokutā Sutōn Ribūto: Byakuya)                                                      | Boichi                         | #48, 2019               | #4, 2020                                |

## 2020

### 2020
| Lp.                     | Nazwa serii                                                                                      | Autor                        | Premiera                | Zakończenie serii             |
| Serie rozpoczęte w 2020 | Serie rozpoczęte w 2020                                                                          | Serie rozpoczęte w 2020      | Serie rozpoczęte w 2020 | Serie rozpoczęte w 2020       |
| ----------------------- | ------------------------------------------------------------------------------------------------ | ---------------------------- | ----------------------- | ----------------------------- |
| 1                       | Zipman!! (jap. ZIPMAN!!, Jippuman!!)                                                             | Yūsaku Shibata               | #1, 2020                | #19, 2020                     |
| 2                       | Agravity Boys (jap. AGRAVITY BOYS, Agurabiti Bōizu)                                              | Atsushi Nakamura             | #2, 2020                | Wydawana (stan na 2020.07.30) |
| 3                       | Undead Unluck (jap. アンデッドアンラック, Andeddo Anrakku)                                       | Yoshifumi Tozuka             | #8, 2020                | Wydawana (stan na 2020.07.30) |
| 4                       | Mashle: Magic and Muscles (jap. マッシュル-MASHLE-, Masshuru)                                    | Hajime Kōmoto                | #9, 2020                | Wydawana (stan na 2020.07.30) |
| 5                       | Guardian of the Witch (jap. 魔女の守人, Majo no Moribito)                                        | Asahi Sakano                 | #10, 2020               | #29, 2020                     |
| 6                       | Moriking (jap. 森林王者モリキング, Shinrin Ōja Morikingu)                                        | Tomohiro Hasegawa            | #20, 2020               | Wydawana (stan na 2020.07.30) |
| 7                       | Bone Collection (jap. ボーンコレクション, Bōn Korekushon)                                        | Jun Kirarazaka               | #21-22, 2020            | Wydawana (stan na 2020.07.30) |
| 8                       | Time Paradox Ghost Writer (jap. タイムパラドクスゴーストライター, Taimu Paradokusu Gōsuto Raitā) | Kenji Ichima, Tsunehiro Date | #24, 2020               | Wydawana (stan na 2020.07.30) |
| 9                       | Ayakashi Triangle (jap. あやかしトライアングル, Ayakashi Toraianguru)                            | Kentarō Yabuki               | #28, 2020               | Wydawana (stan na 2020.07.30) |
| 10                      | Magu-chan: God of Destruction (jap. 破壊神マグちゃん, Hakaishin Magu-chan)                       | Kei Kamiki                   | #29, 2020               | Wydawana (stan na 2020.07.30) |
| 11                      | Hardboiled Cop and Dolphin (jap. 灼熱のニライカナイ, Shakunetsu no Nirai Kanai)                  | Ryūhei Tamura                | #30, 2020               | Wydawana (stan na 2020.07.30) |
| 12                      | Me & Roboco (jap. 僕とロボコ, Boku to Roboko)                                                    | Shūhei Miyazaki              | #31, 2020               | Wydawana (stan na 2020.07.30) |

## Miesięcznik Weekly Shōnen Jump
Podczas prowadzonych zmian pomiędzy magazynami "Monthly Shōnen Jump" i "Jump SQ" w 2007 roku, cztery serie mang były wydawane w WSJ. Żadna z tych serii nie była notowana w rankingach prowadzonych przez czasopismo, a spośród tych czterech serii, jedynie Claymore wydał kilka dodatkowych chapterów specjalnie na potrzeby magazynu. 
| Lp. | Nazwa serii                                                                | Autor          | Premiera | Zakończenie serii |
| --- | -------------------------------------------------------------------------- | -------------- | -------- | ----------------- |
| 1   | Masuda Kōsuke Gekijō: Gag Manga Biyori (増田こうすけ劇場 ギャグマンガ日和) | Kōsuke Masuda  | 2000     | 2007              |
| 2   | Claymore (CLAYMORE)                                                        | Norihiro Yagi  | 2001     | 2007              |
| 3   | Rosario to Vampire (ロザリオとバンパイア)                                  | Akihisa Ikeda  | 2002     | 2007              |
| 4   | Tegami Bachi (テガミバチ)                                                  | Hiroyuki Asada | 2006     | 2007              |